# Halber Schlag
Ein Halber Schlag oder Halbschlag ist eine Grundform in der Knotenkunde, bei der üblicherweise das Arbeitsende durch Zug auf die eigene stehende Part gegen einen anderen Körper gedrückt wird. Es gibt Ausnahmen, wie zum Beispiel beim Webeleinenstek, bei dem der erste halbe Schlag nicht von der stehenden Part bekniffen wird.

## Terminologie

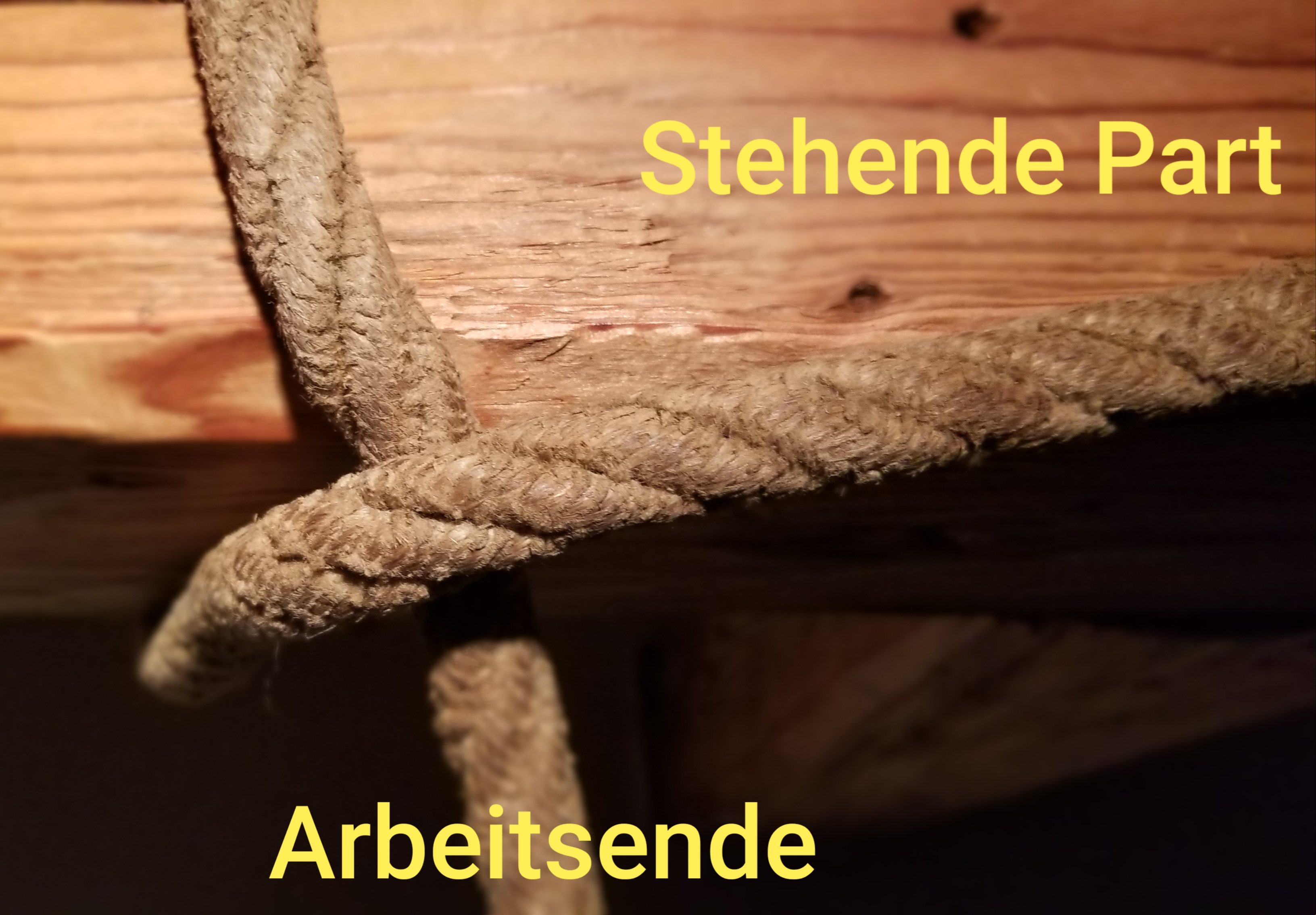
Ein Halber Schlag um einen Balken: Die stehende Part (rechts) wird auf Zug belastet. Das Arbeitsende ist das lose Ende.

Webeleinenstek.
Zwei Halbe Schläge um eine Stange

Schotstek.
Ein Halber Schlag um die Arme einer Bucht

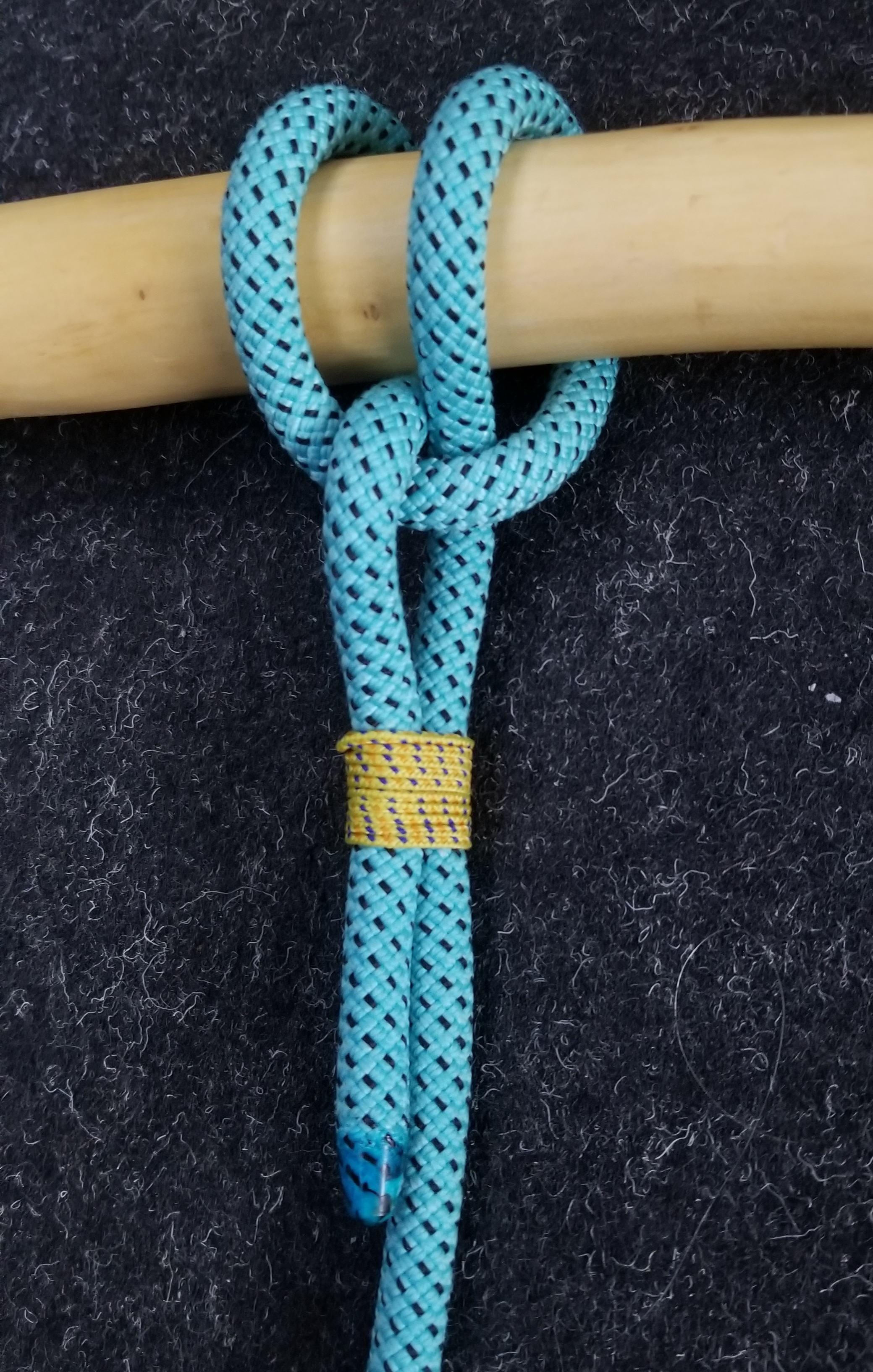
Pfostenstek.
Gestoppter Webeleinenstek. Die Seilenden der beiden halben Schläge bilden ungefähr eine Gerade von 180°.

Ein Törn um eine Stange und ein Halber Schlag.

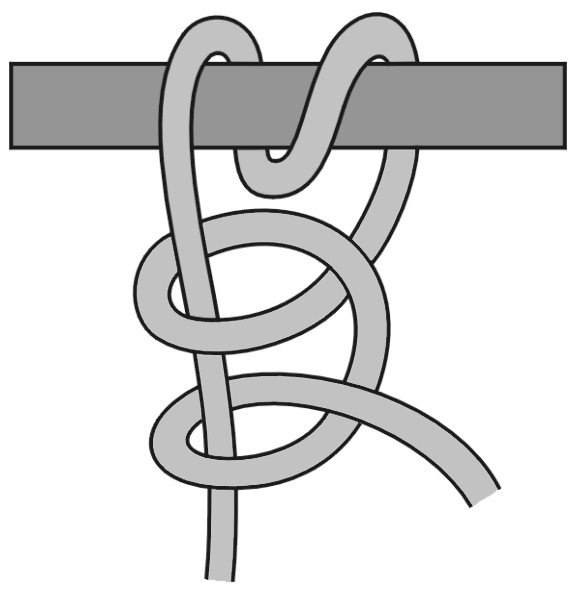
Rundtörn mit zwei halben Schlägen.

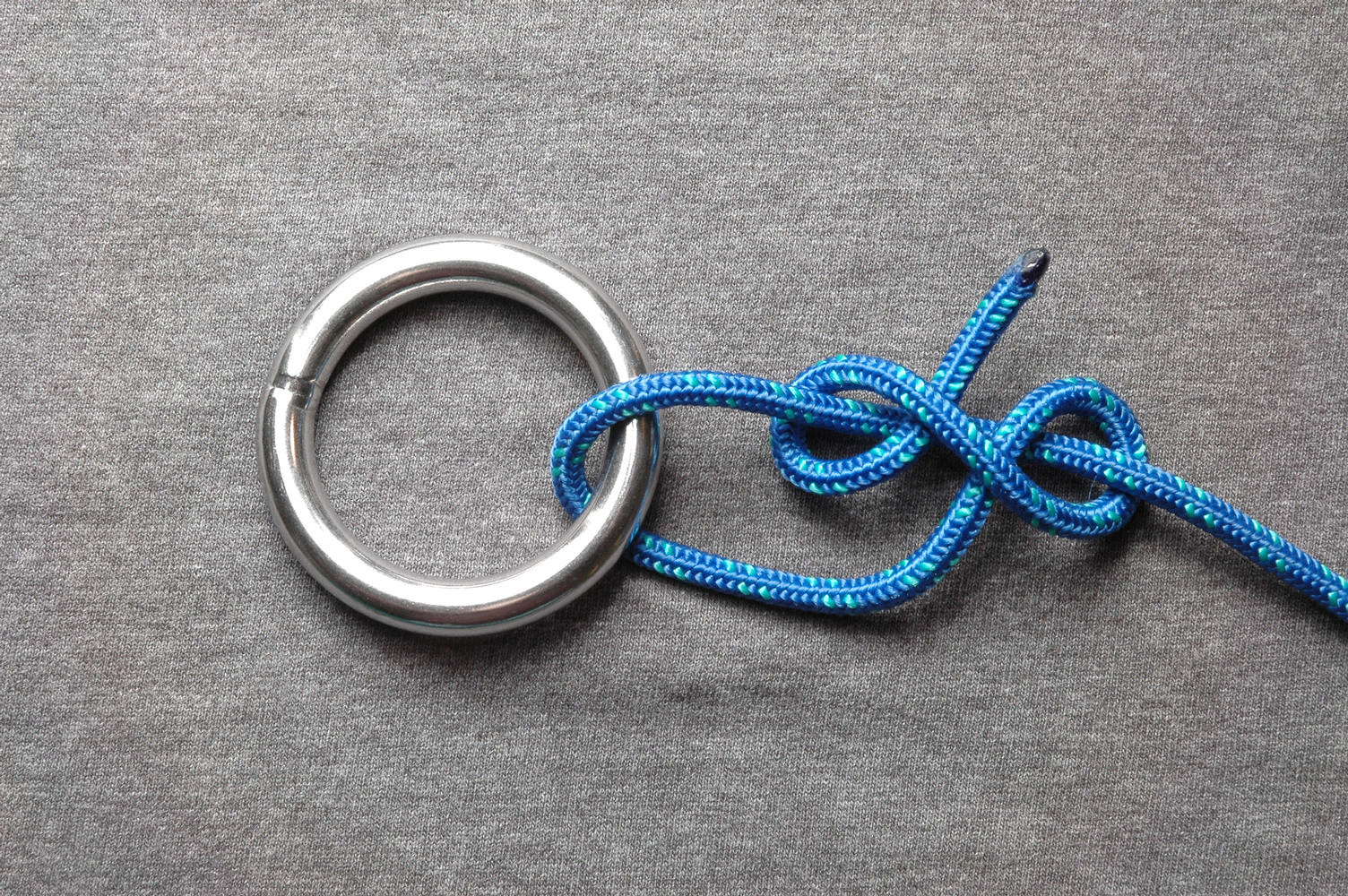
Gordingstek.
Zwei Halbe Schläge, um eine Leine gebunden, die zuvor durch einen Ring gezogen wurde.

Der Begriff Schlag (Hitch in Englisch, Stek in Holländisch und Schwedisch, Stik in Norwegisch und Dänisch und auch Stich im Deutschen) wird sehr uneinheitlich verwendet, so dass sich keine einheitliche Definition finden lässt, trotz Anstrengungen einiger Autoren um Klärung. Der Begriff wird sowohl zur Beschreibung des Verlaufs des Seils als auch der Funktion dieser Seilform verwendet. Im weitesten Sinn ist mit Schlag eine Richtungsänderung des Seils gemeint, z. B. auch wenn man eine Bucht schlägt.
Das Gleiche gilt auch für den Halben Schlag.

### Definition der IGKT
Die „Internationale Knotengilde“ (International Guild of Knot Tyers, IGKT) hat ein Glossar erstellt, das einen Überblick über die unterschiedlichen Verwendungen des Begriffs gibt.
1. Ein Halber Schlag ist nach Darstellung der IGKT ein Törn des Tauwerks um ein Objekt, wobei die Leine so angeordnet ist, dass das gespannte Ende auf das lose Ende einen gewissen Druck ausübt. Das Objekt kann etwa eine Stange oder eine Leine sein, einschließlich einer anderen Part der eigenen Leine. Dies ist eine strukturelle Definition. Durch den Druck der stehende Part auf die lose Part (das Arbeitsende) kann das Arbeitsende bekniffen (verklemmt) werden, sofern genügend Reibung zwischen dem Seil und dem Untergrund herrscht.

Der erste Halbe Schlag des Webeleinenstek weicht von dieser Regel ab, da hier das Arbeitsende über der stehenden Part verläuft. Gesichert wird Webeleinenstek daher allein durch den zweiten Halben Schlag, der die übliche Form hat.
 Der Webeleinenstek kann auch als zwei ganze Schläge angesehen werden. Ein ganzer Schlag allein verwendet, hält nicht sicher als ein funktionierender ganzer Knoten, was möglicherweise (so schreibt es die IGKT in ihrem Glossar) die traditionelle Bezeichnung halb erklärt, auch wenn es im Grunde teilweise ganze Schläge sind.
Trotzdem ist der Halbe Schlag eine sehr wichtige Grundform beim Knüpfen, da Halbe Schläge mit anderen Grundformen kombiniert werden. Zum Beispiel kommt der Druck, der auf die Bucht bei einem Schotstek ausgeübt wird, von der Struktur eines Halben Schlages, indem der Bund der um die Arme der Bucht ausgeübt wird, Druck auf die stehende Part des Halben Schlages ausübt.
1. Der Begriff des Halben Schlages wurde auf verschiedener Weise verwendet, manchmal für eine Form, die aus einer ganzen Windung besteht, bei der das Arbeitsende der Leine durch die stehende Part gegen einen anderen Gegenstand gedrückt wird. Die IGKT empfiehlt, den Begriff Einfacher oder ganzer Schlag als „Funktionsbegriff“ vorzubehalten. Für Varianten des Halben Schlages unter den Bedingungen, bei denen der Druck der dadurch entsteht, das die stehende Part auf das Arbeitsende gegen einen Gegenstand ausreicht, und der Knoten sich nicht durch einen starken Zug an der stehenden Part auflöst oder sich andere Probleme bei dem Knoten einstellen.
Es sei aber immer besser, die Struktur des Halben Schlages zu beschreiben, wie ein „halber Schlag um einen Pfosten“, „halber Schlag um das sich kreuzende Seil“, ein „halber Schlag um die Arme einer Bucht“ oder ein „halber Schlag um die stehende Part“, oder „einen Törn um einen Pfosten und einen halben Schlag um das stehende Ende“.
2. Ein Pfostenstek (ABOK #1670) besteht aus zwei halben Schlägen mit der gleichen Drehungsrichtung (die Seilenden bilden ungefähr eine Gerade 180°). Es ist ein gewöhnlicher Webeleinenstek, der aber noch zur Erhöhung der Sicherheit mit einem Halben Schlag um seine eigene stehende Part gesichert ist.
3. Ein Ring- oder Kuhstek (ABOK #1673, #1859) Eine Kuh-, Ring- oder Gurtkupplung (ABOK #1673, #1859) besteht aus zwei halben Schlägen, die mit entgegengesetzter Drehrichtung geschlagen werden (die Seilenden stehen bei etwa 360°). Er ist sicher, wenn der Zug an beiden Enden gleichmäßig erfolgt.
4. Eine Rundtörn mit zwei halben Schlägen (ABOK #1720) besteht aus einer Leine, die eine Rundtörn um einen Gegenstand bildet, gefolgt von einem Webeleinenstek. Der Webeleinenstek muss einen dickeren Gegenstand umschlingen, weil er sonst in die Form eines Gordingsteks (ABOK Nr. 1711) umkippt, der anfälliger dafür ist, dass er blockiert.
5. Analog könnte man die Strukturen bei ABOK #50, #1662, #1663 als „Törn und einen halben Schlag“ bezeichnen, er besteht aus einer Leine, die um einen beliebigen Körper getörn ist, gefolgt von einem halben Schlag um die stehende Part der eigenen Leine. Um an Ort und Stelle zu bleiben, muss der Halbe Schlag mit dem Arbeitsende zum Gegenstand geformt werden. Dieser Knoten ist unsicher, es sei denn, das Ende wird nochmal gesichert.

## Knotenformen des Halben Schlages
Ein Halber Schlag ist so definiert, dass die stehende Part über das Arbeitsende läuft und es einklemmt, solange Zug auf der stehenden Part ist. In Ausnahmefällen kann es auch andersherum sein.
Um die verschiedenen Knotenformen unterscheiden zu können, ist es sinnvoll, statt nur von einem Halben Schlag zu sprechen, die Struktur des Halben Schlages zu beschreiben, wie ein „halber Schlag um einen Pfosten“, „halber Schlag um das sich kreuzende Seil“, ein „halber Schlag um die Arme einer Bucht“ oder ein „halber Schlag um die stehende Part“, oder „einen Törn um einen Pfosten und einen halben Schlag um das stehende Ende“.

### EinHalber Schlagum einen Gegenstand
Würde man an beiden Seilenden gleichzeitig in entgegengesetzter vertikaler Richtung ziehen, erhielte man einen Törn. Würde man den Gegenstand aus dem Halben Schlag herausziehen, erhielte man ein Auge. Würde man dann weiterziehen, würde sich das Auge auflösen.

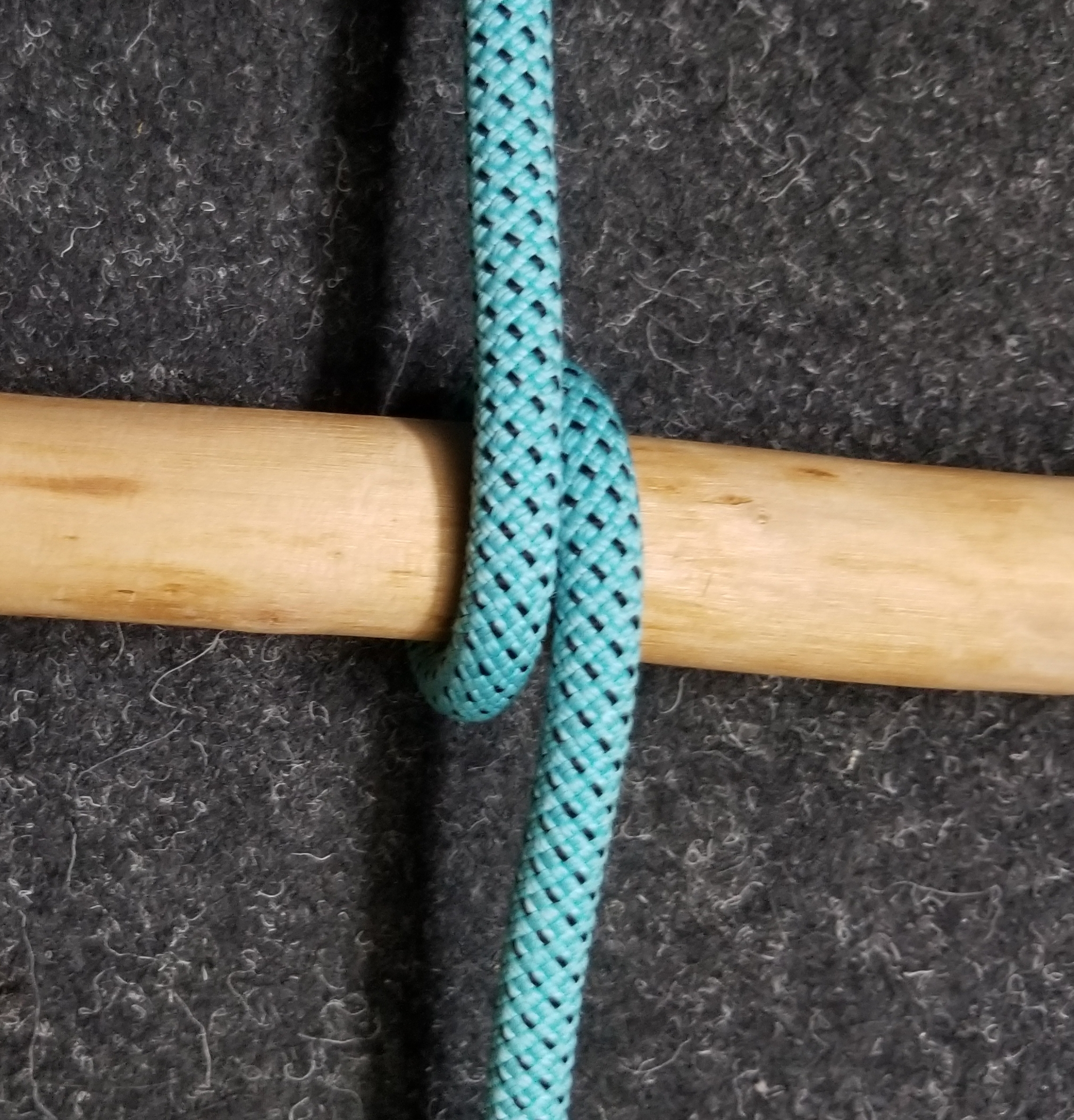
Zuerst einmal zum Vergleich der folgenden Bilder erstmal ein „einfacher Törn um eine Stange“. Zieht man die Stange heraus erhält man ein Auge.
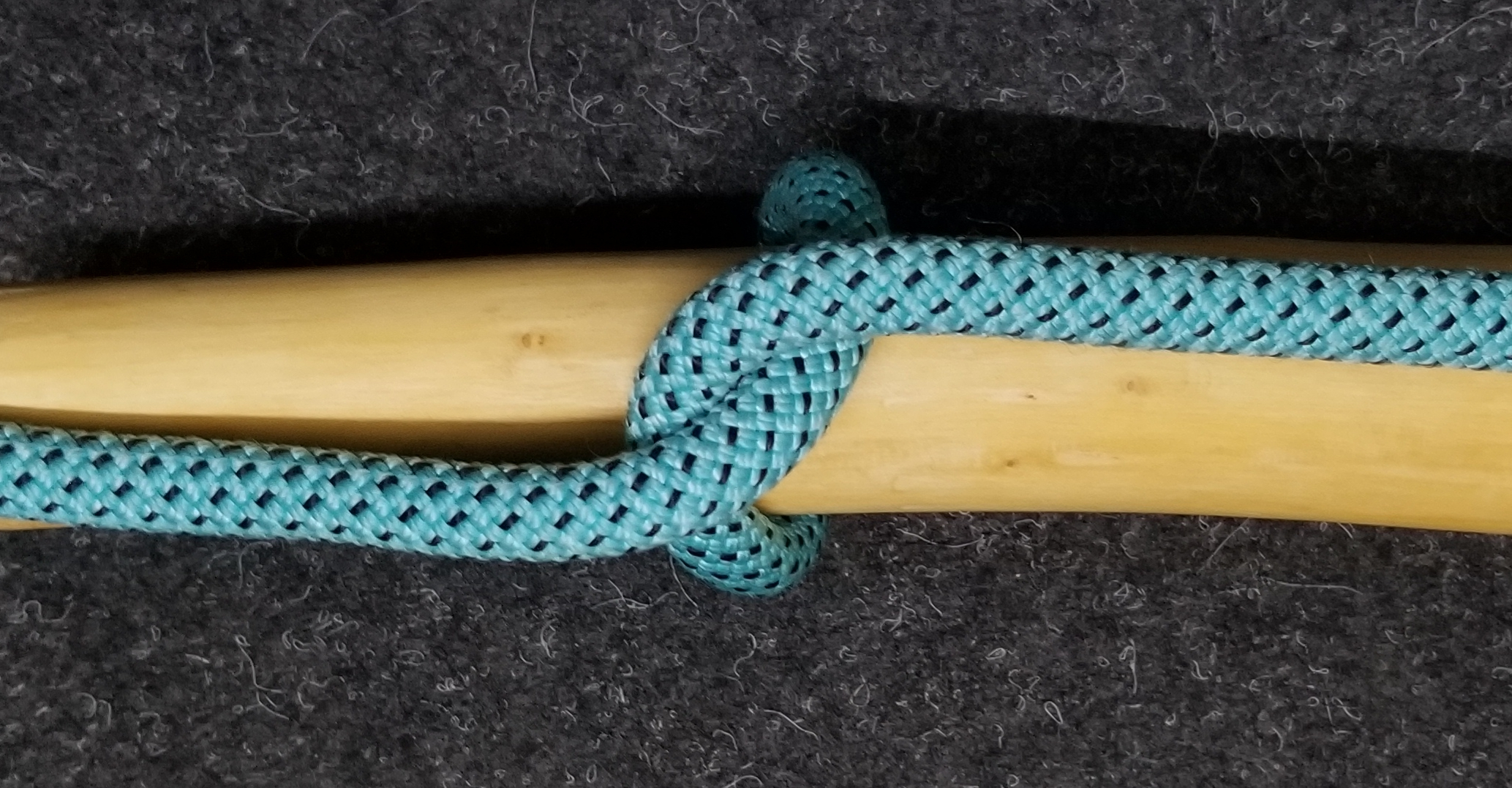
Ein „Halber Schlag um eine Stange“ Auch ein Törn um eine Stange, aber er wird Halber Schlag genannt, weil die Leine gedreht ist und die stehende Part das Arbeitsende bekneift. Würde man die innenliegende Stange aus dem Halben Schlag herausziehen, erhielte man ein Auge.
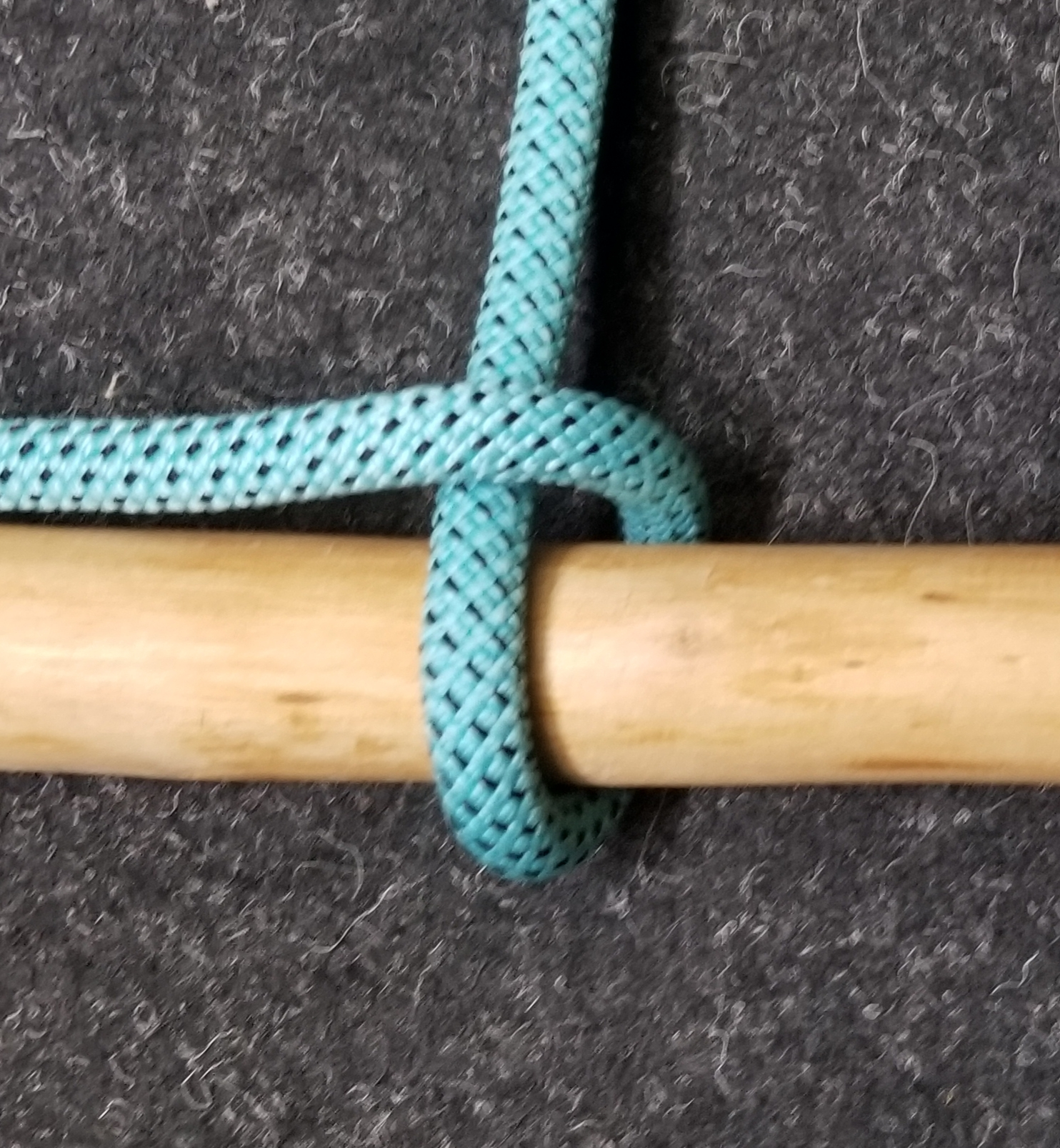
Auch ein „Halber Schlag um eine Stange“ . Würde man die innenliegende Stange aus dem Halben Schlag herausziehen, erhielte man ein Auge.
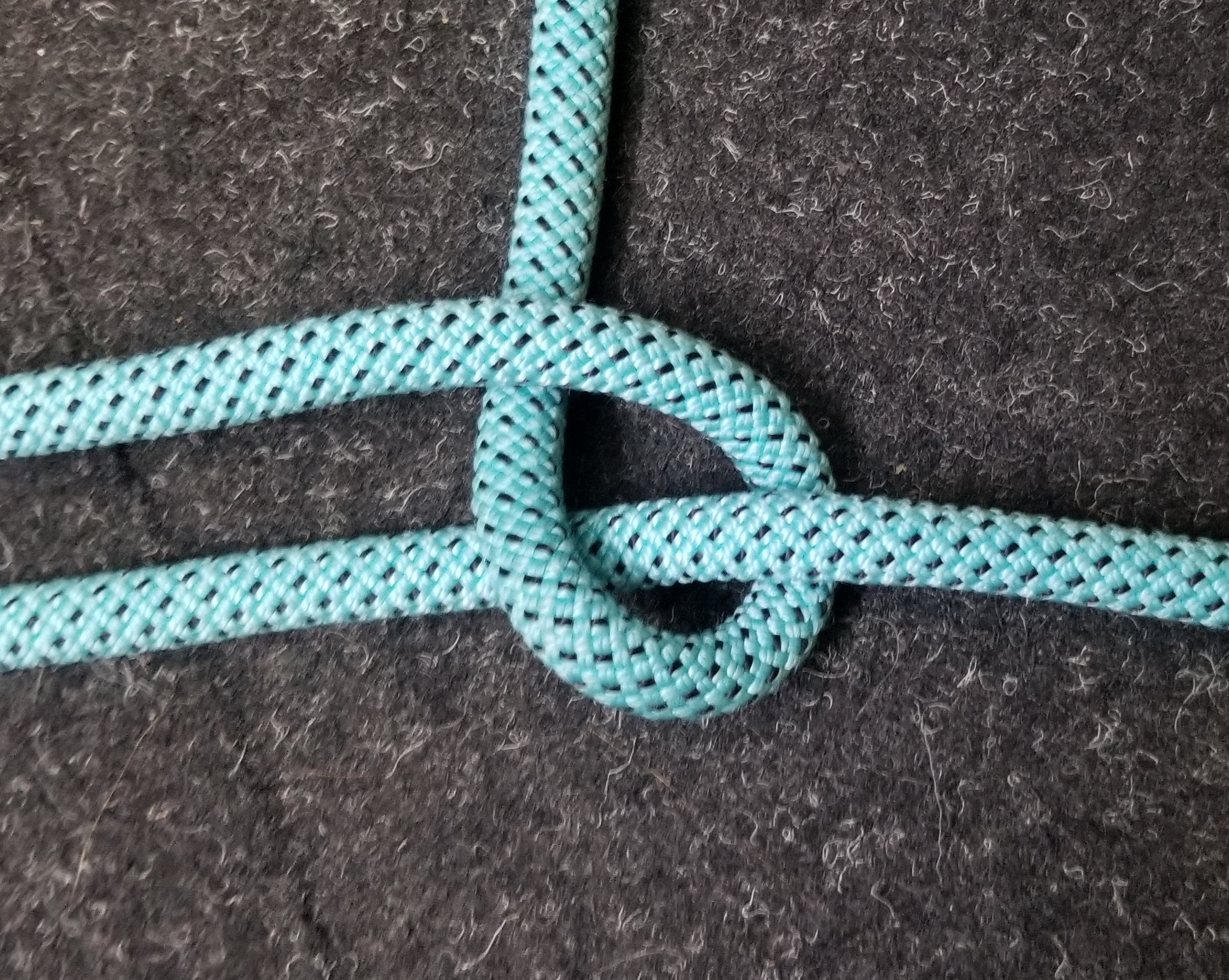
Hier derselbe Halbe Schlag um eine Leine (kann auch die eigene sein) gebunden. Würde man die innenliegende Leine aus dem Halben Schlag herausziehen, erhielte man ein Auge.
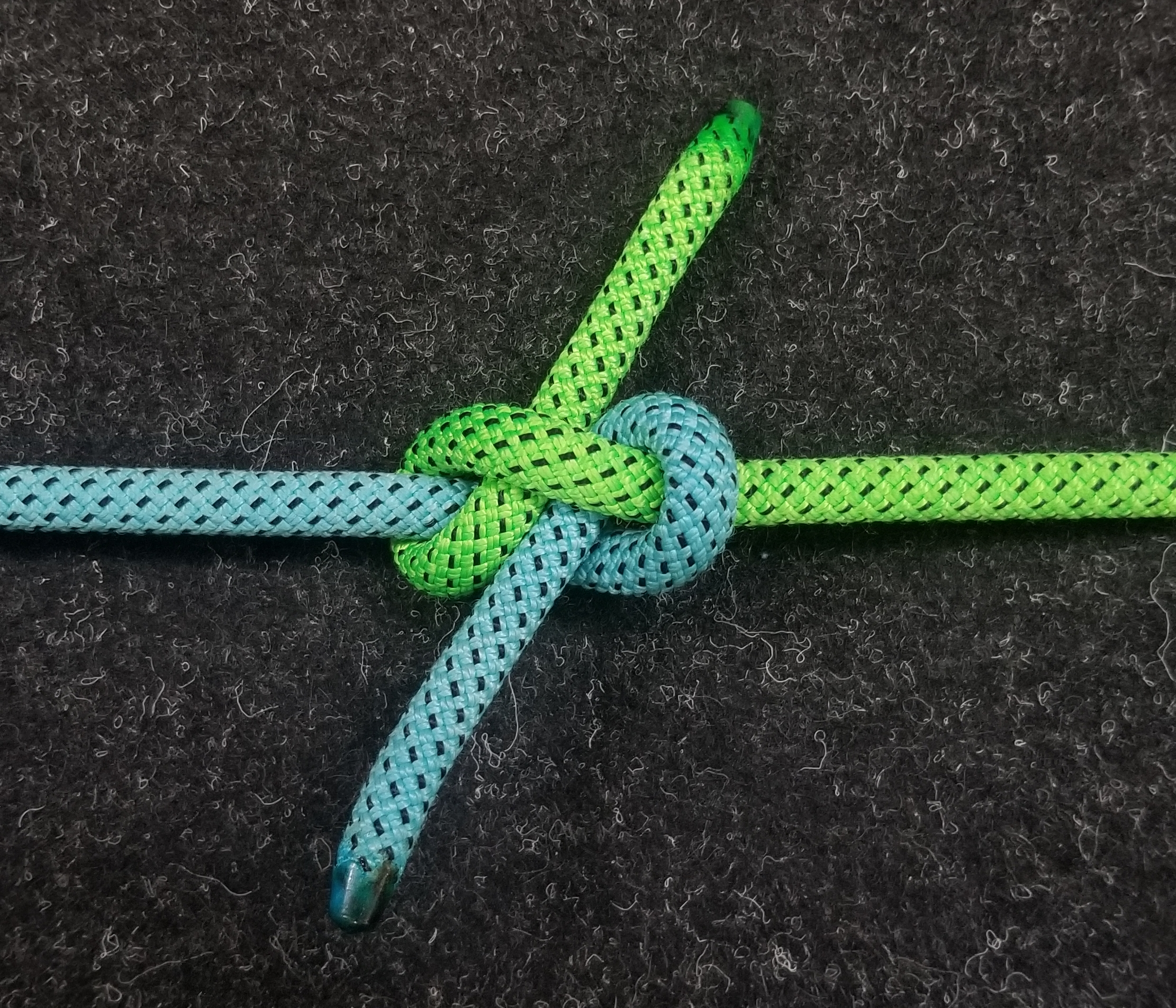
Augenstek. Jeweils ein Halber Schlag um die andere Leine

### EinTörnum einen Gegenstand und einHalber Schlagum die eigene Leine
Der Unterschied zu oben ist, dass die Leine einen Törn um einen Gegenstand macht und der Halbe Schlag nicht um den Gegenstand, sondern um die eigene Leine gemacht wird.
Man steckt das Arbeitsende, mit dem man vorher einen „Halben Schlag“ um einen Gegenstand gemacht hat, durch das entstandene Auge, genauer den Halben Schlag hindurch. Damit hat man einen „Törn“ um einen Gegenstand und einen „Halben Schlag“ um die eigene Leine gemacht, der aber auch nur Halber Schlag genannt wird.
Würde man nun an beiden Seilenden gleichzeitig ziehen, erhielte man einen Bindeknoten, den Halben Knoten. Würde man die Stange herausziehen, und an beiden Seilenden ziehen, erhielte man einen Stopperknoten, den Überhandknoten. Siehe dazu auch unten den Unterschied zwischen Überhandknoten, Halber Knoten und diesem Halben Schlag.

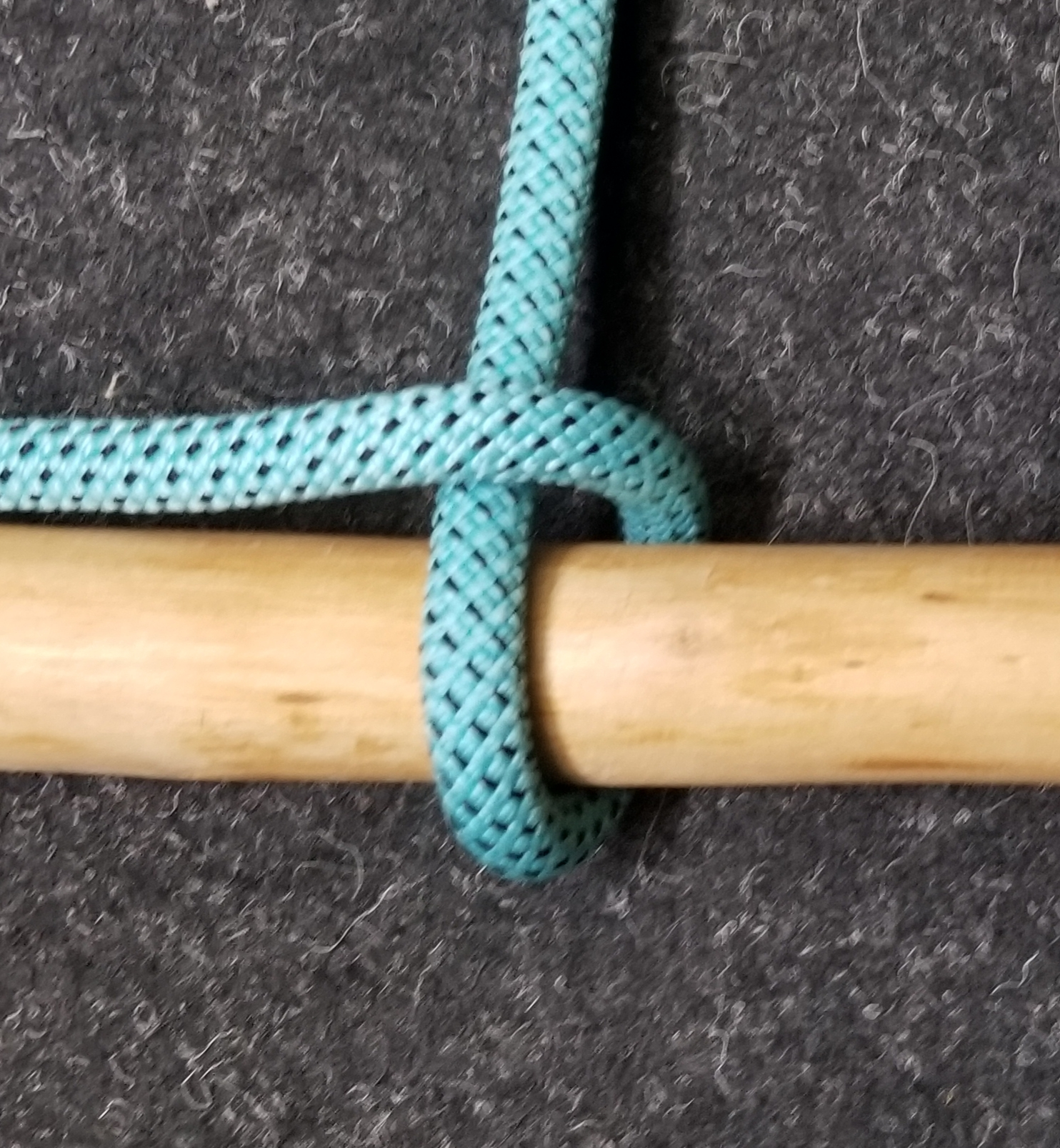
Hier nochmal zum Vergleich der „Halbe Schlag“ um einen Gegenstand aus der Bilderreihe von oben. Würde man an beiden Seilenden gleichzeitig in entgegengesetzter vertikaler Richtung ziehen, erhielte man einen Törn. Würde man die Stange aus dem Halben Schlag herausziehen, erhielte man ein Auge. Würde man dann weiterziehen, würde sich das Auge auflösen.
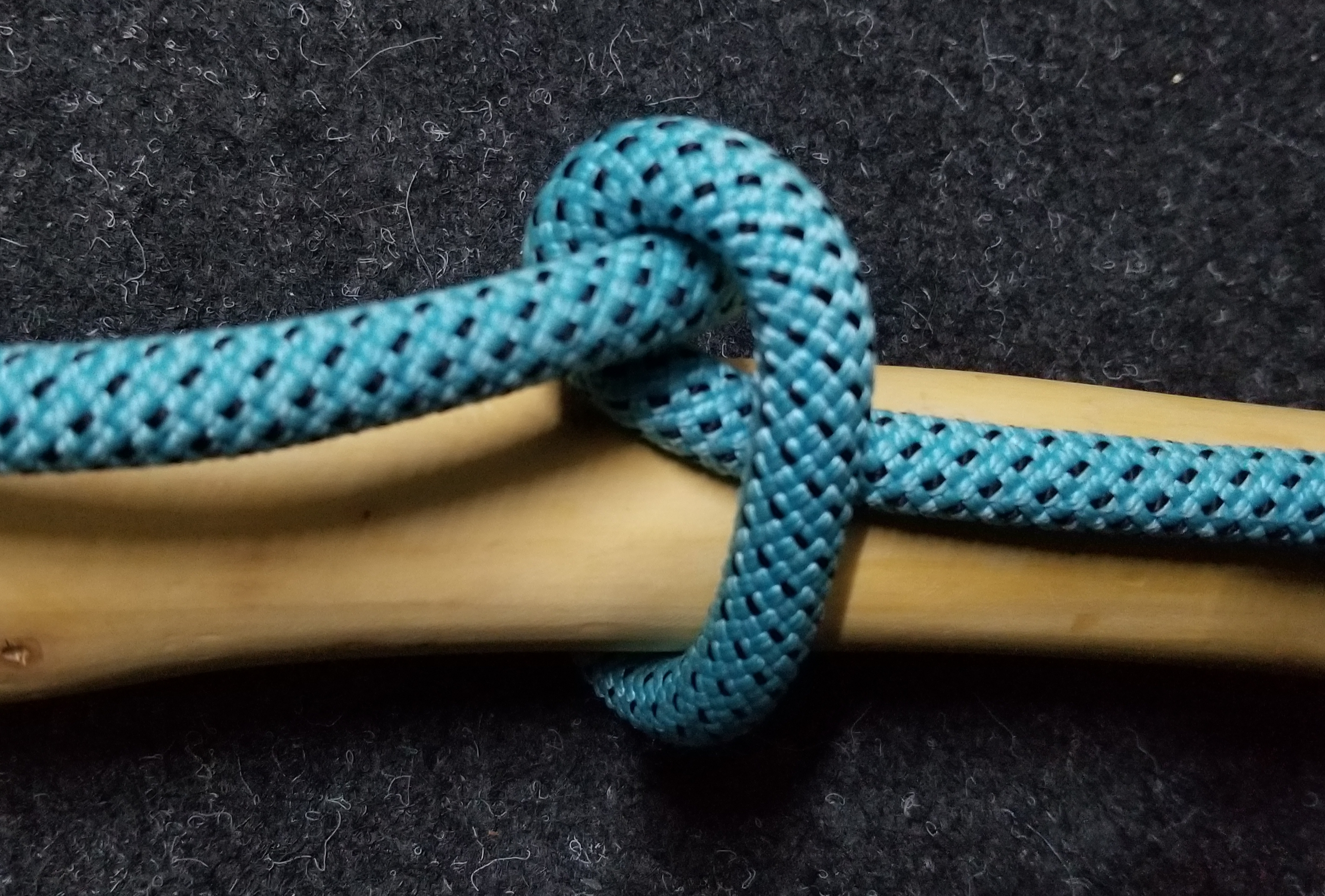
Hier ein Törn um eine Stange und ein „Halber Schlag“ um das stehende Ende. Würde man an beiden Seilenden gleichzeitig ziehen, erhielte man einen Bindeknoten, den Halben Knoten. Würde man die Stange herausziehen, und an beiden Seilenden ziehen, erhielte man einen Stopperknoten, den Überhandknoten.
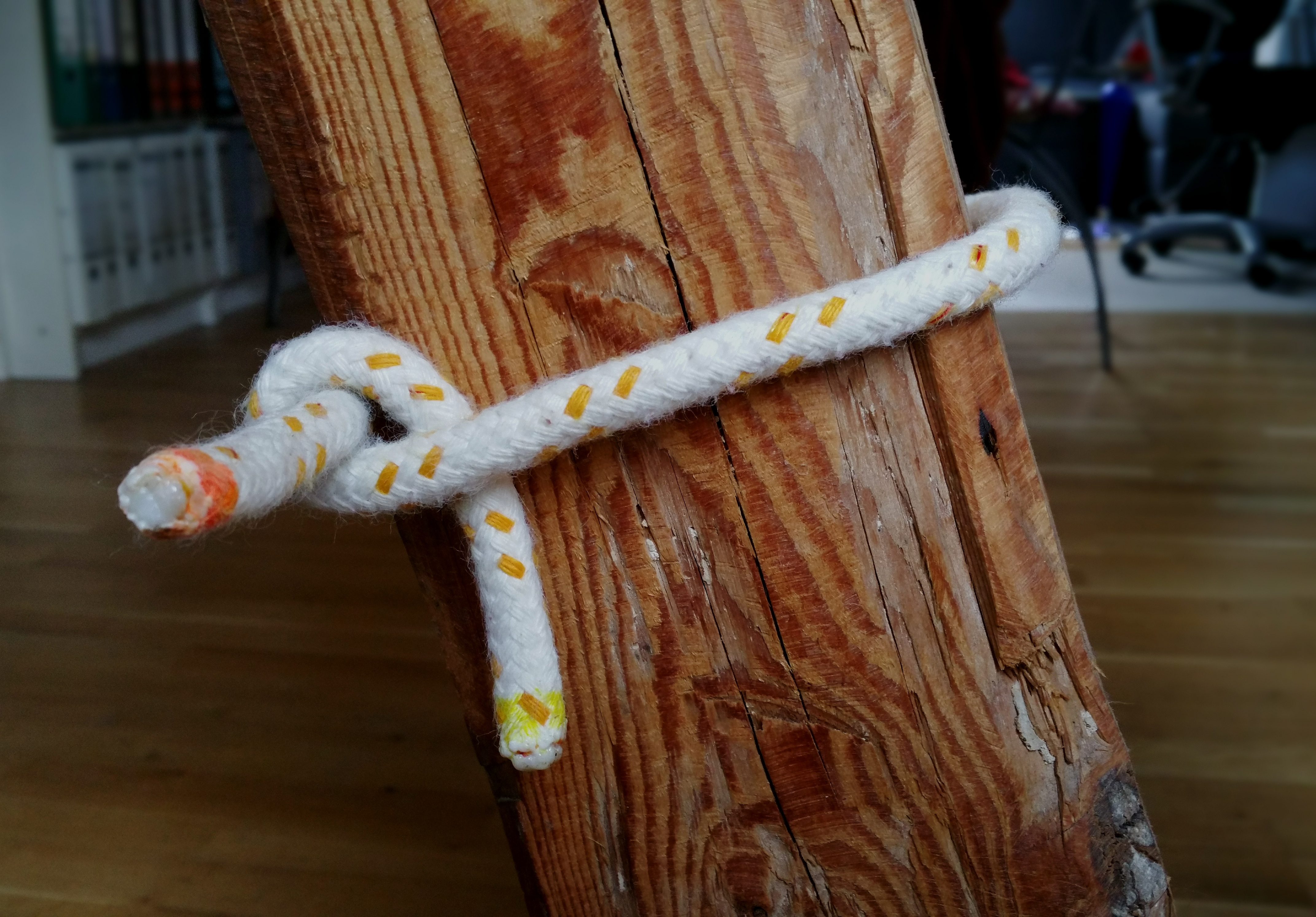
Törn um einen Holzbalken und einen „Halben Schlag“[8] um das stehende Ende.
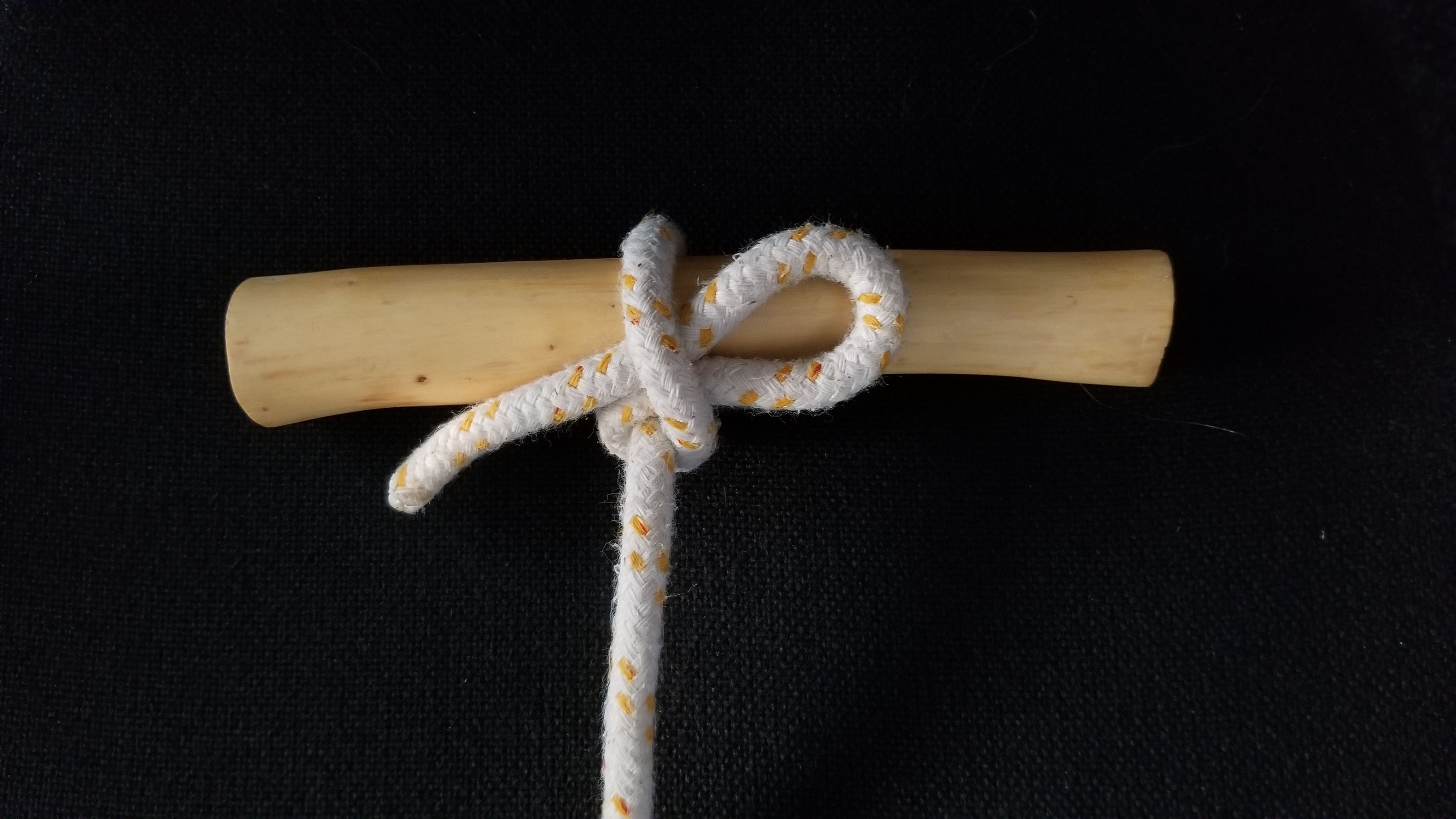
Törn um eine Stange und ein Halber Schlag mit Slip um die stehende Part.
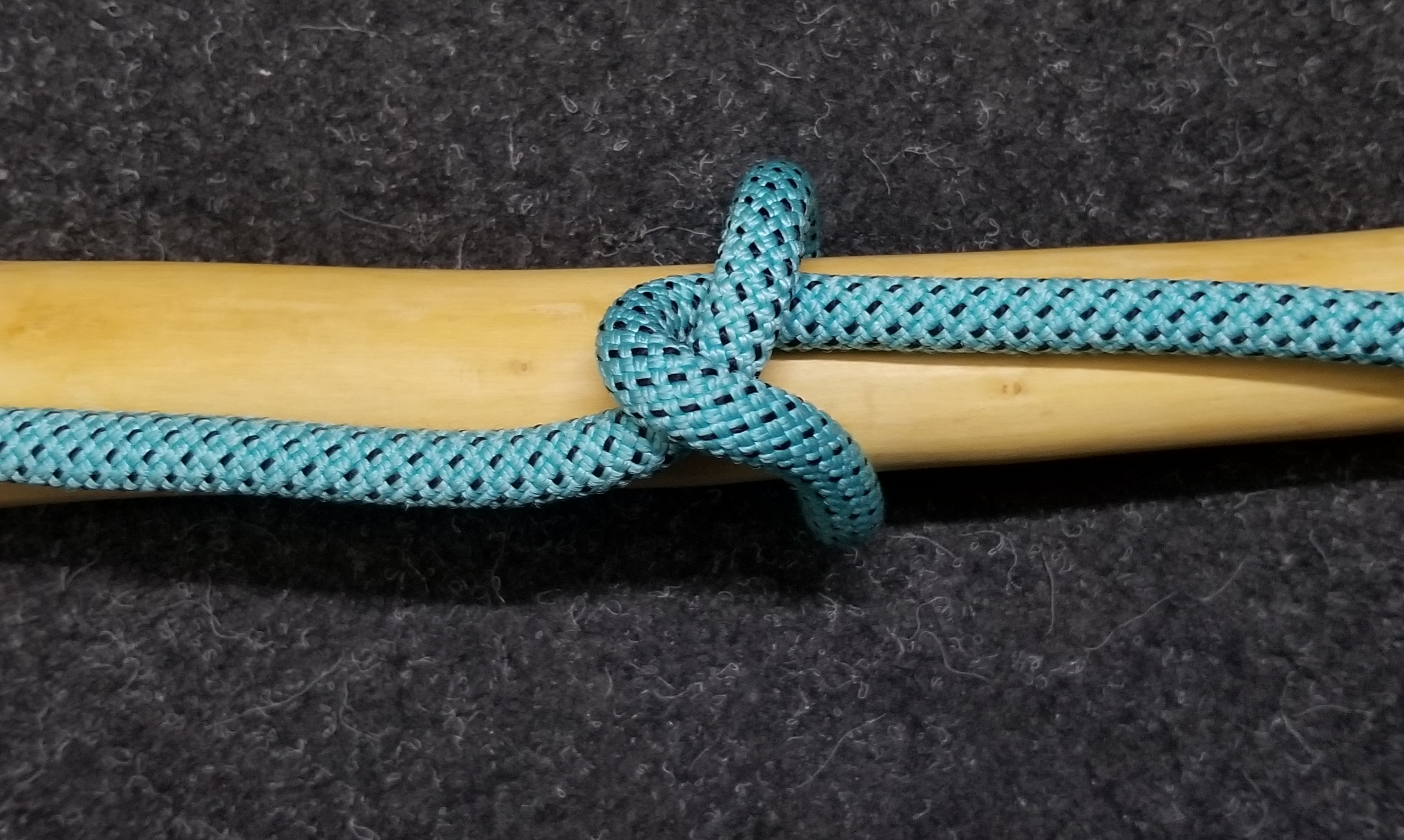
Auch der Marlschlag verwendet Törns um einen Gegenstand und „Halbe Schläge“ um das stehende Ende, nur die Seilenden verlaufen anders.

### Unterschied zwischen einemHalben Schlag(genauer „Törn um einen Pfosten und einen halben Schlag um das stehende Ende“), demÜberhandknotenund demHalben Knoten
- Zur Abgrenzung dieses halben Schlages zum Überhandknoten und halben Knoten siehe: Überhandknoten.

Unterschiede
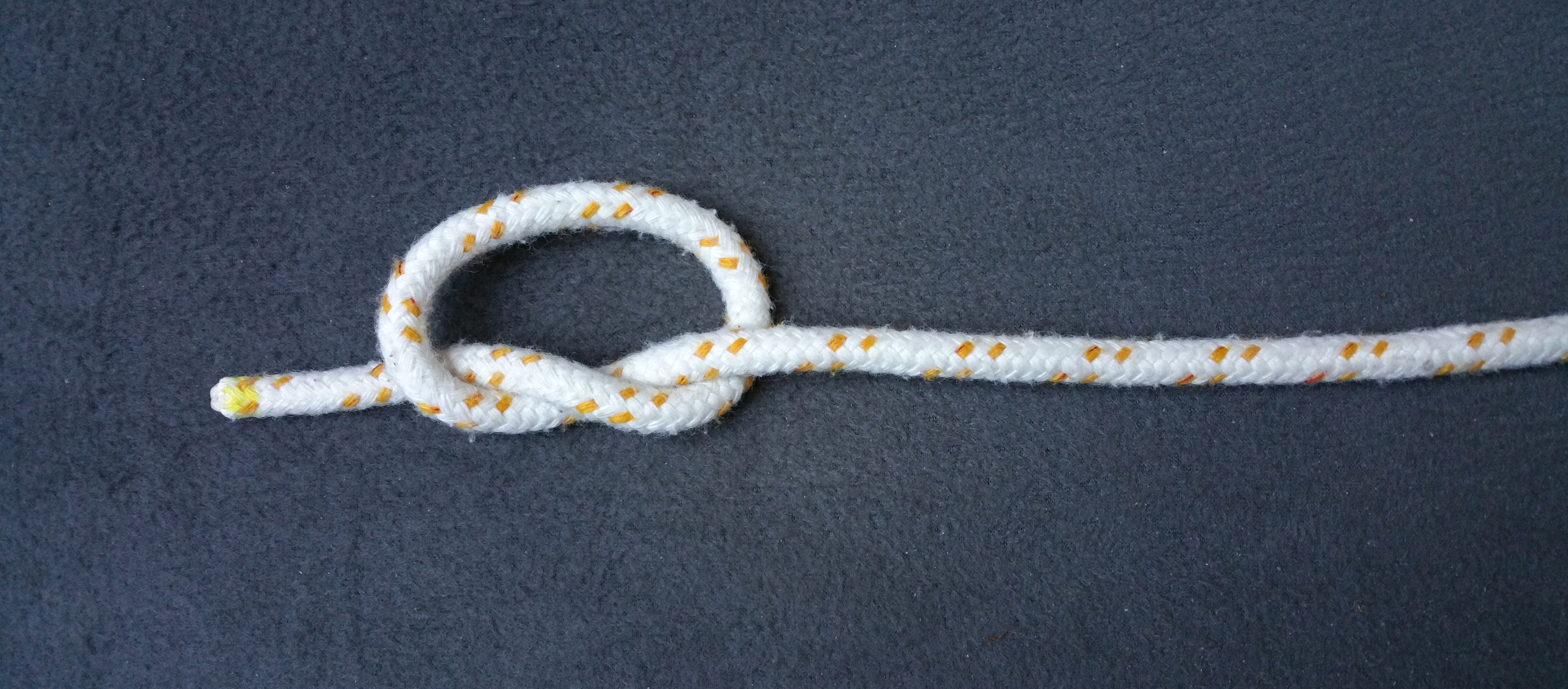
Überhandknoten
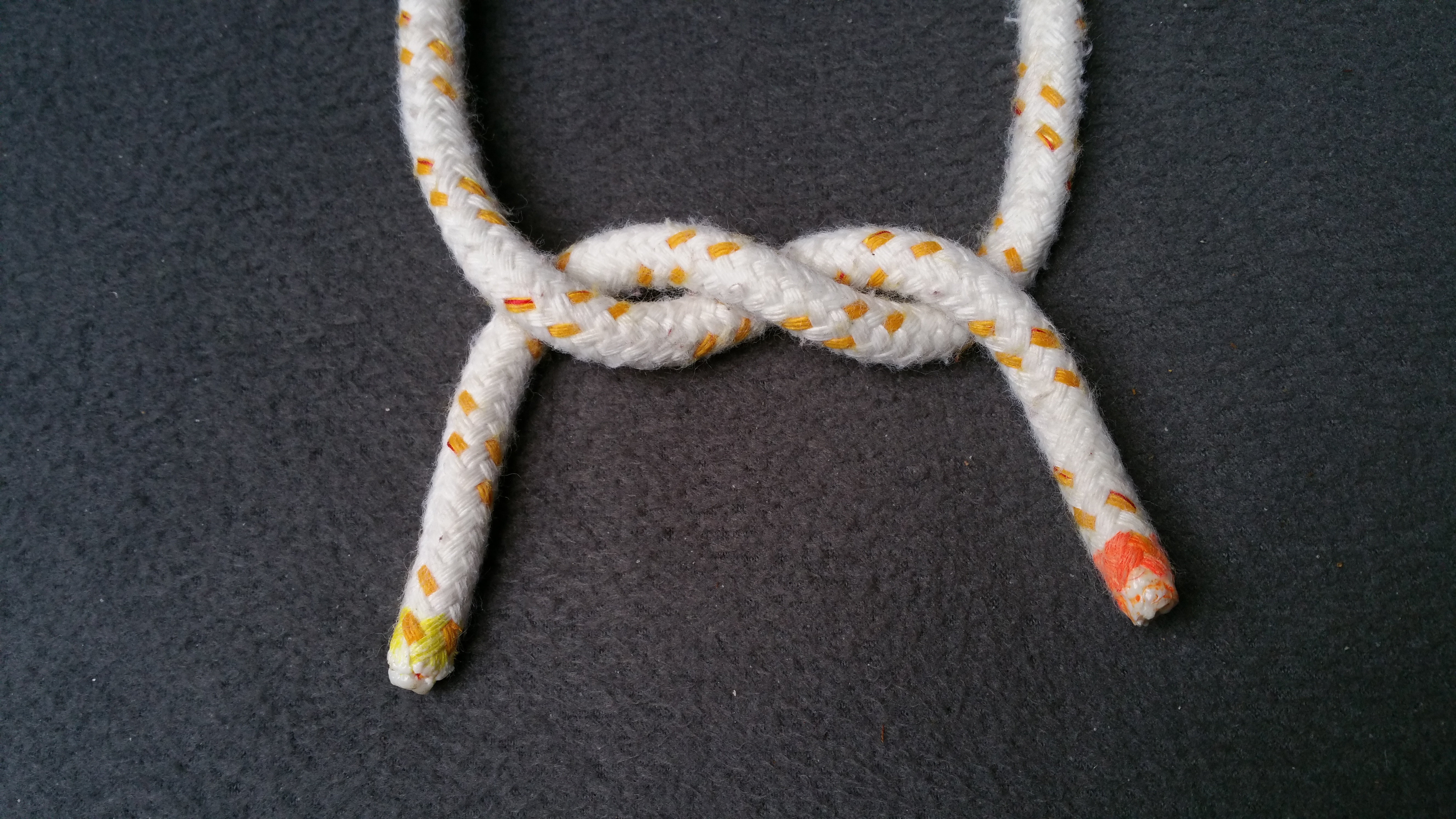
Halber Knoten
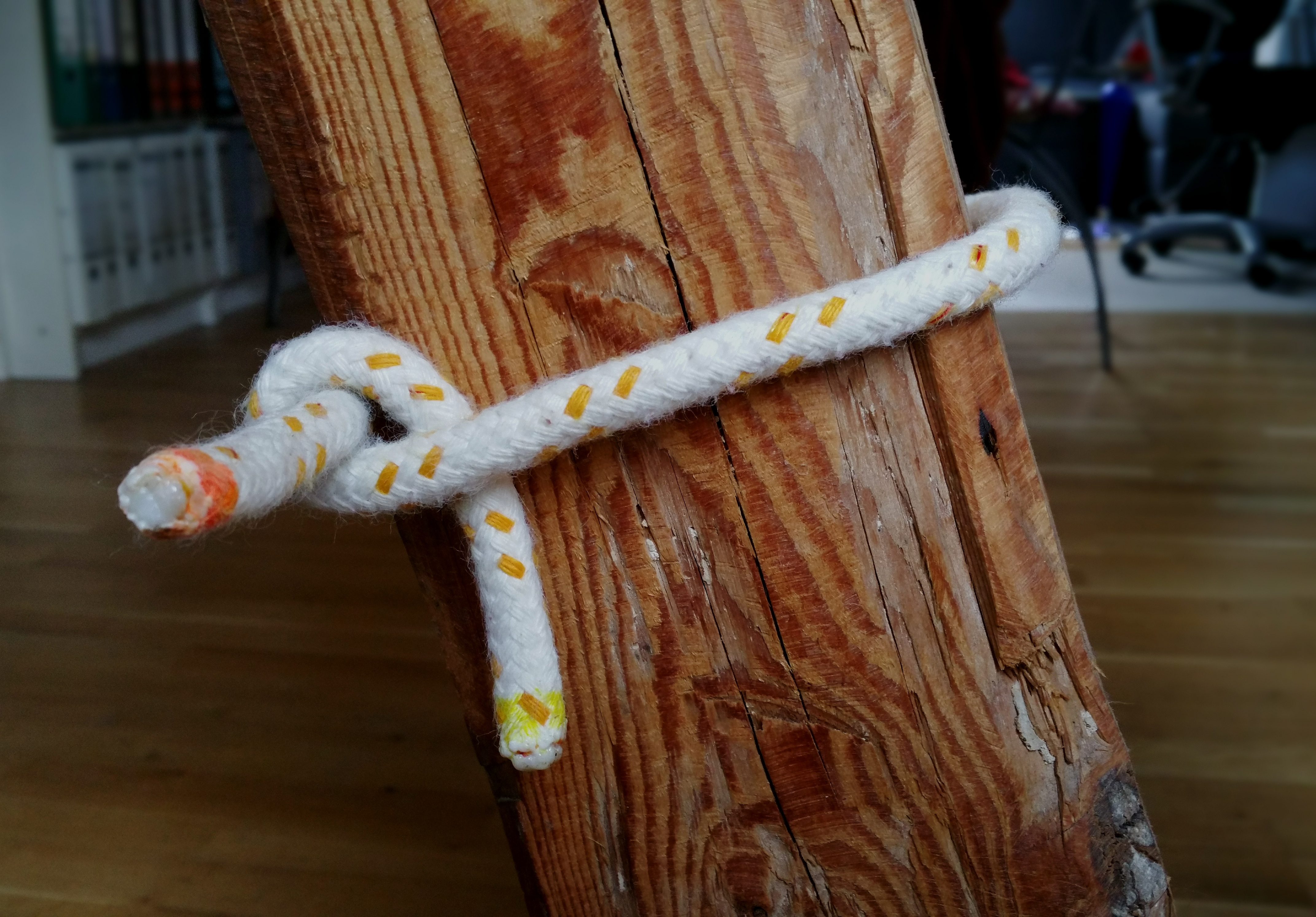
Ein Törn um einen Pfosten und ein halber Schlag um das stehende Ende. Auch einfach nur Halber Schlag genannt.

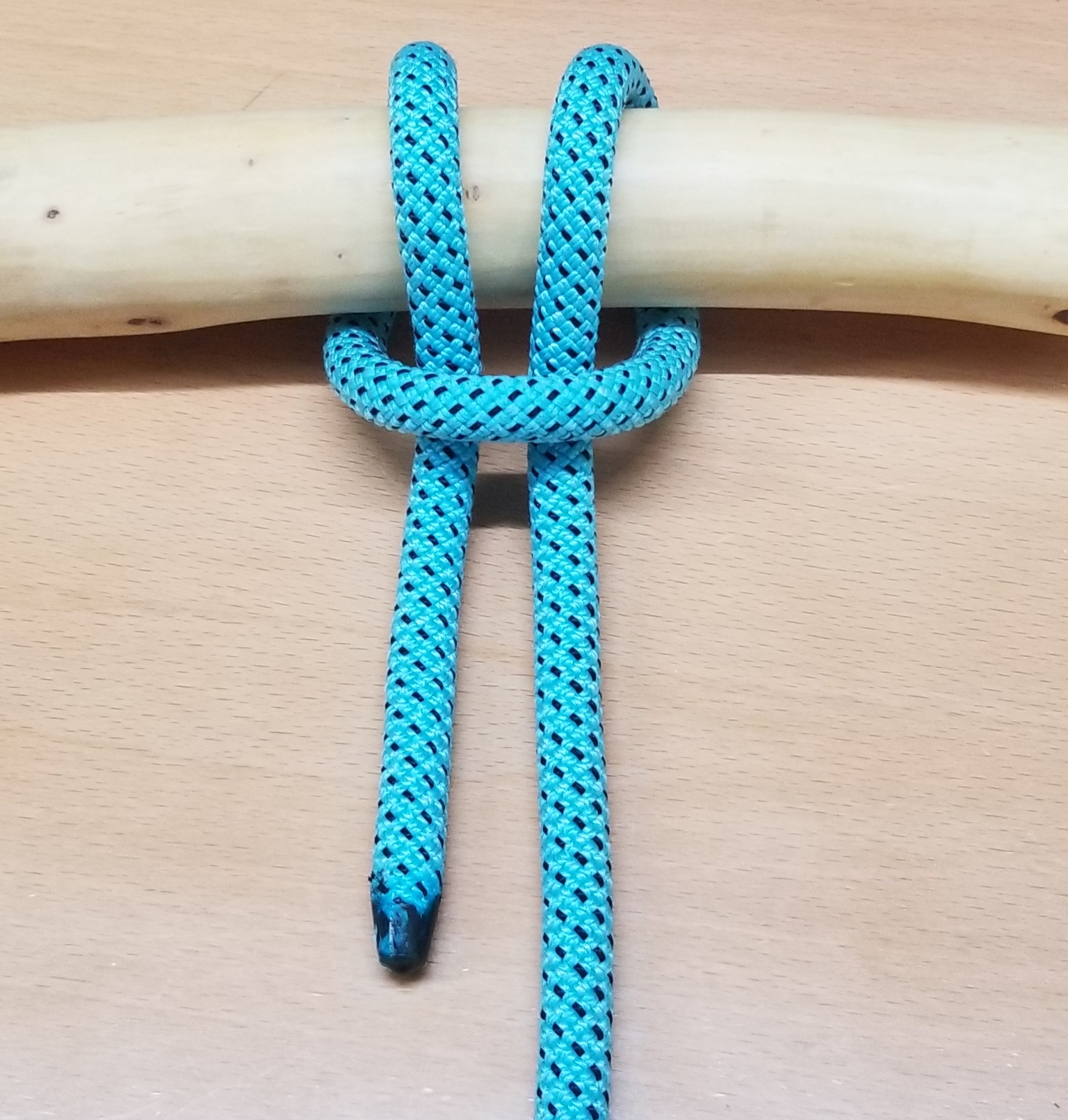
Kuhstek.
Zwei Halbe Schläge, mit entgegengesetzter Drehrichtung. Die Seilenden stehen bei etwa 360°

## Rechts- und links geschlagen
Es gibt zwei Richtungen, in die man einen Törn um einen Gegenstand schlagen kann. Um die Richtung zu benennen, kann man die Korkenzieherregel (auch Rechte-Daumen-Regel genannt) benutzen.
- Der Halbe Schlag ist rechts geschlagen[10] oder rechtsgängig, wenn er sich im Uhrzeigersinn um das Seil windet (in der Richtung gesehen, in der es sich vom Betrachter entfernt).
- Der Halbe Schlag ist links geschlagen[11] oder linksgängig, wenn er sich im Gegenuhrzeigersinn windet.

Die Gängigkeit des Halben Schlages ist absolut, d. h., sie ist unabhängig davon, ob man entlang der Achse von oben oder von unten auf den Halben Schlag blickt.

### Rechtsgängiger Schlag

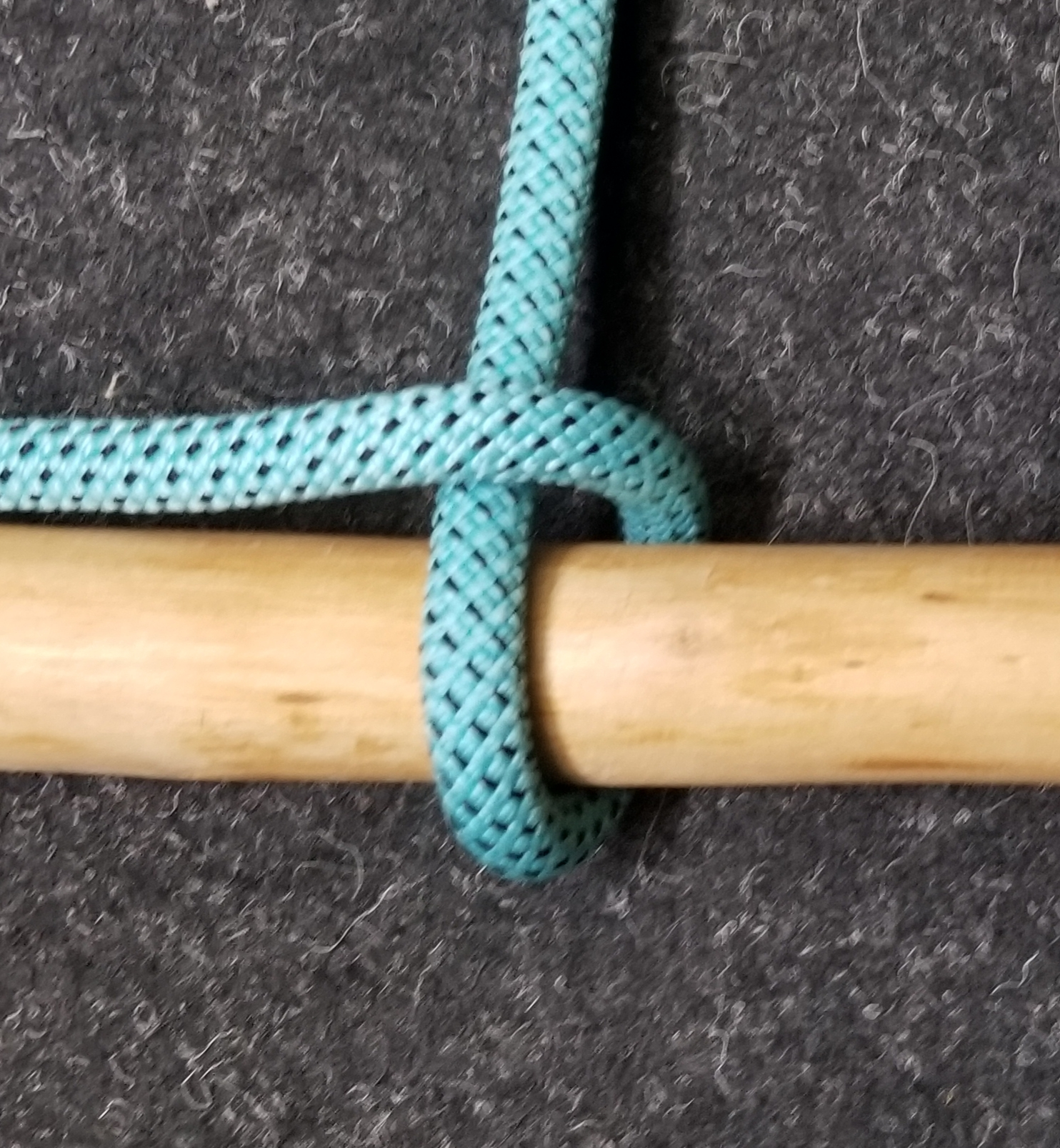
Rechtsgängiger „Halber Schlag um ein Rundholz“.
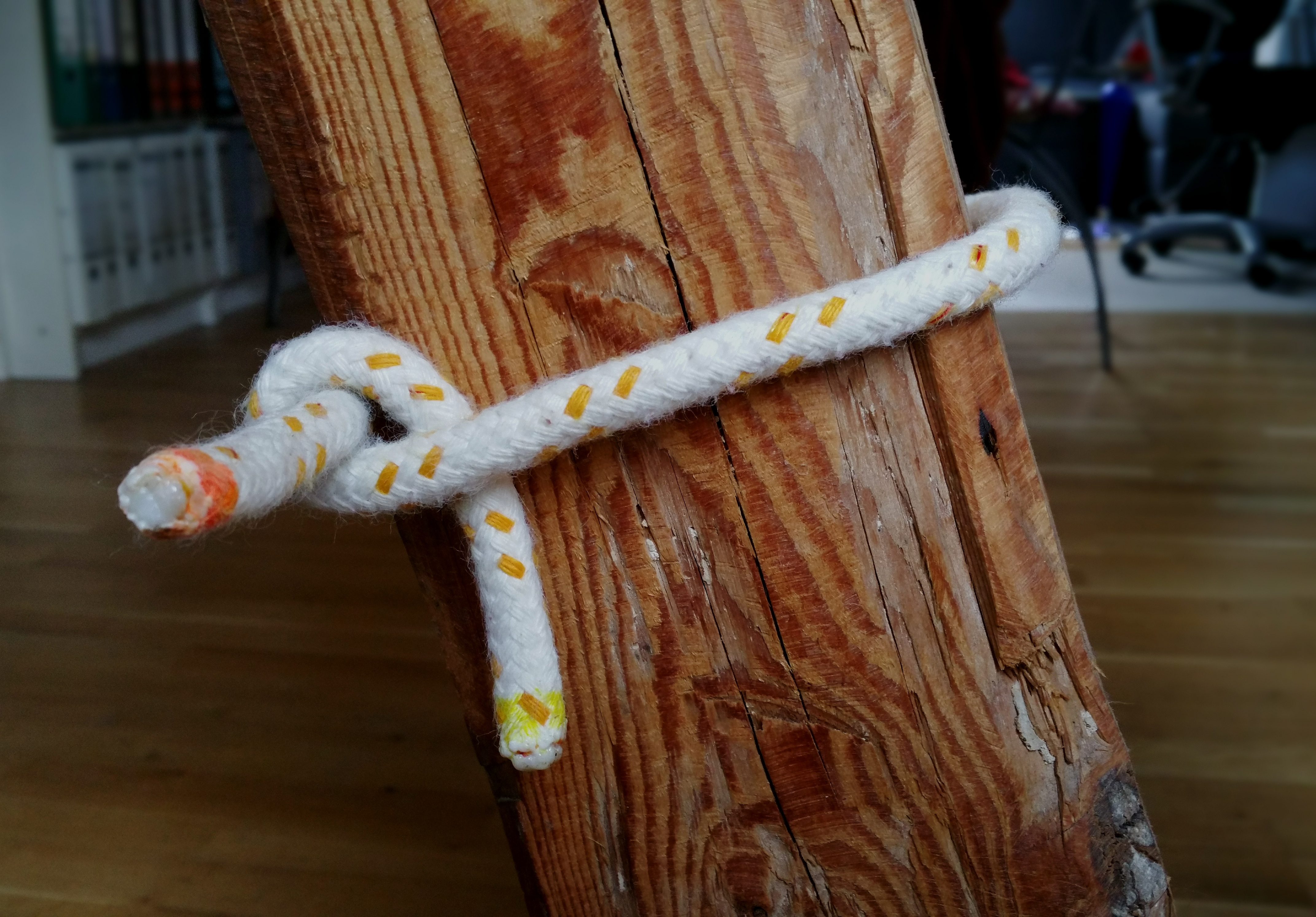
Rechtsgängiger Törn um den Balken und rechtsgängiger ein „Halber Schlag“ um die stehende Part.
Rechtsgängiger Törn um den Balken und zwei rechtsgängige „Halbe Schläge“ um die stehende Part.

### Linksgängiger Schlag

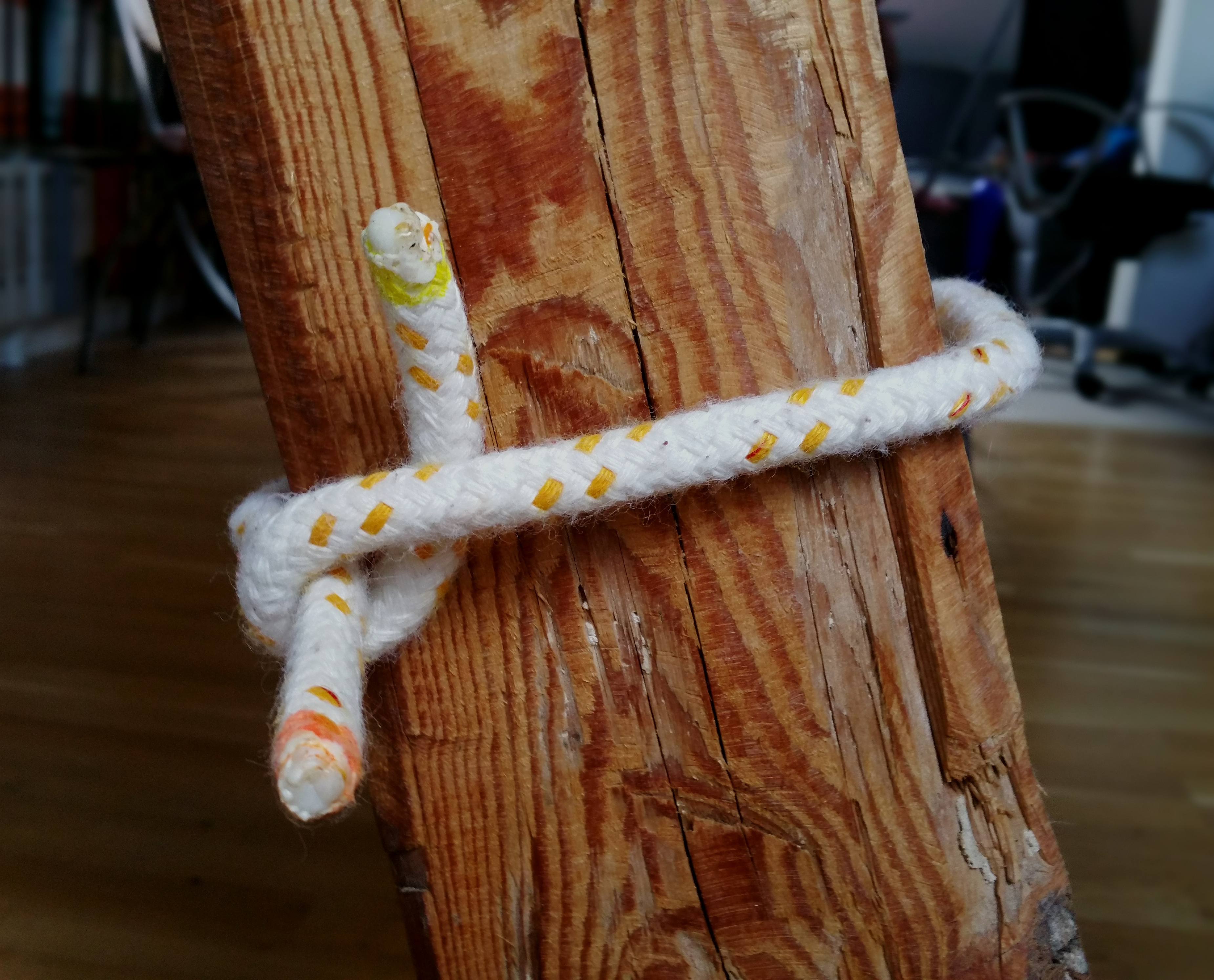
Linksgängiger Törn um den Balken und linksgängiger „Halber Schlag“ um die stehende Part.
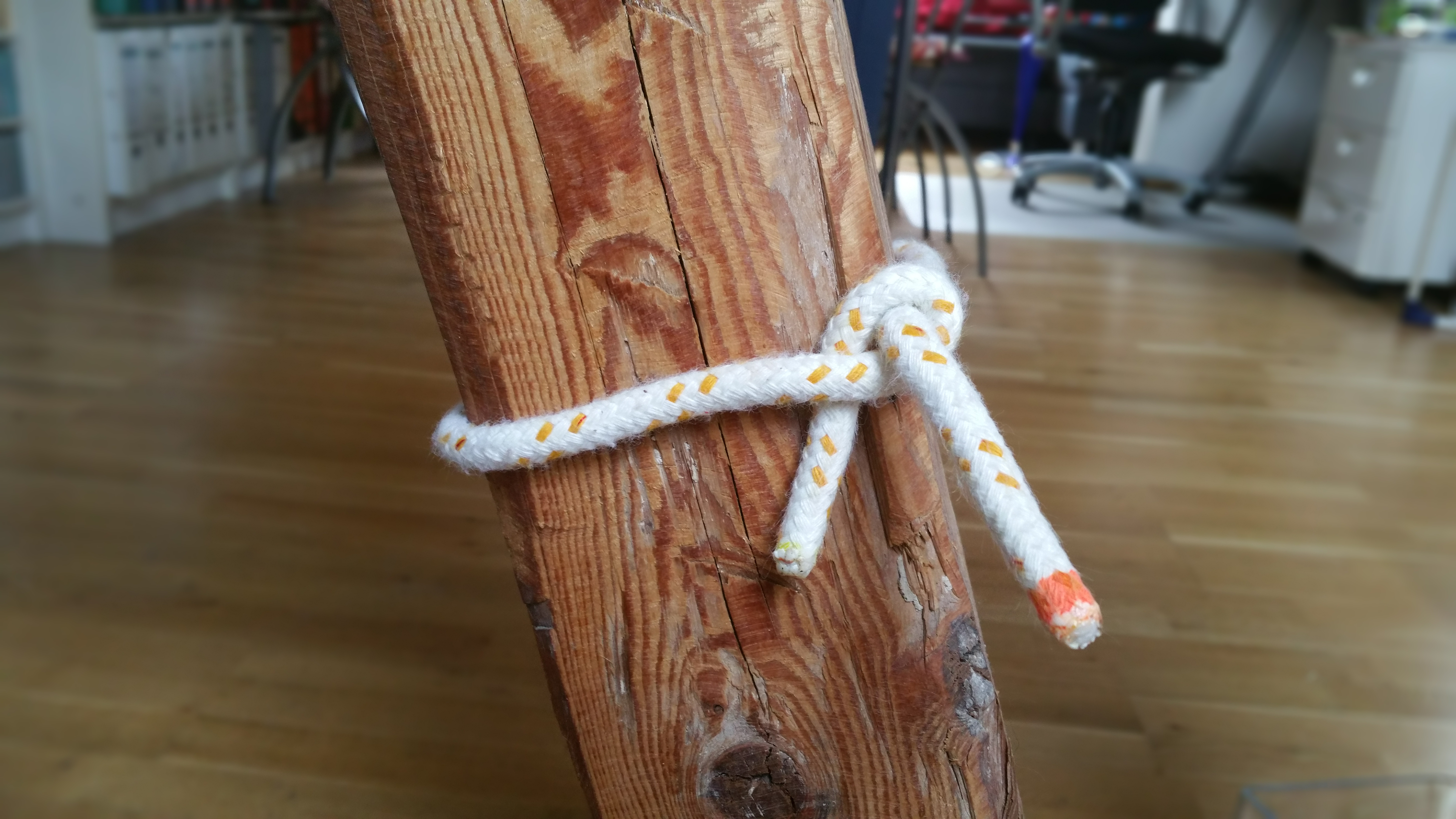
Auch ein linksgängiger Törn um den Balken und linksgängiger „Halber Schlag“ um die stehende Part.
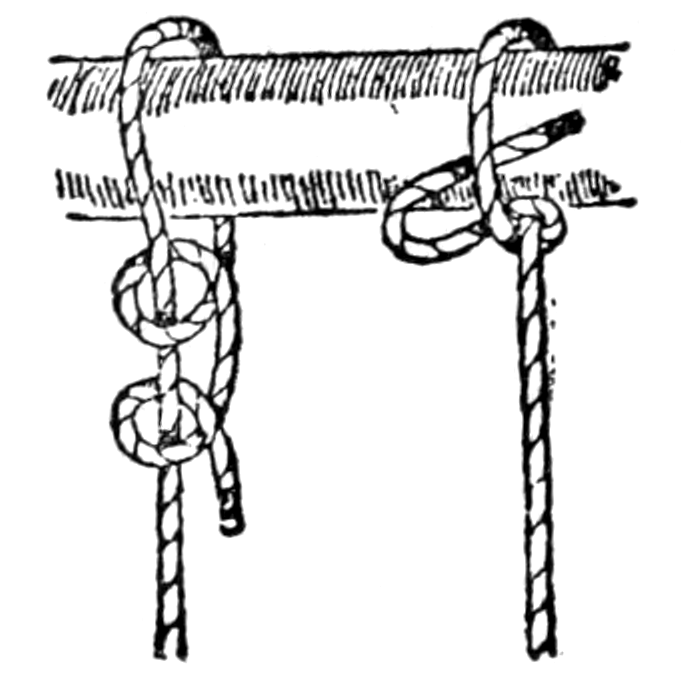
Links: Ein linksgängiger Törn um den Balken und zwei linksgängige „Halbe Schläge“ um die stehende Part. Rechts: Ein „Halber Schlag“ auf Slip gelegt.

## Name bei den verschiedenen Anwendergruppen

### Feuerwehr

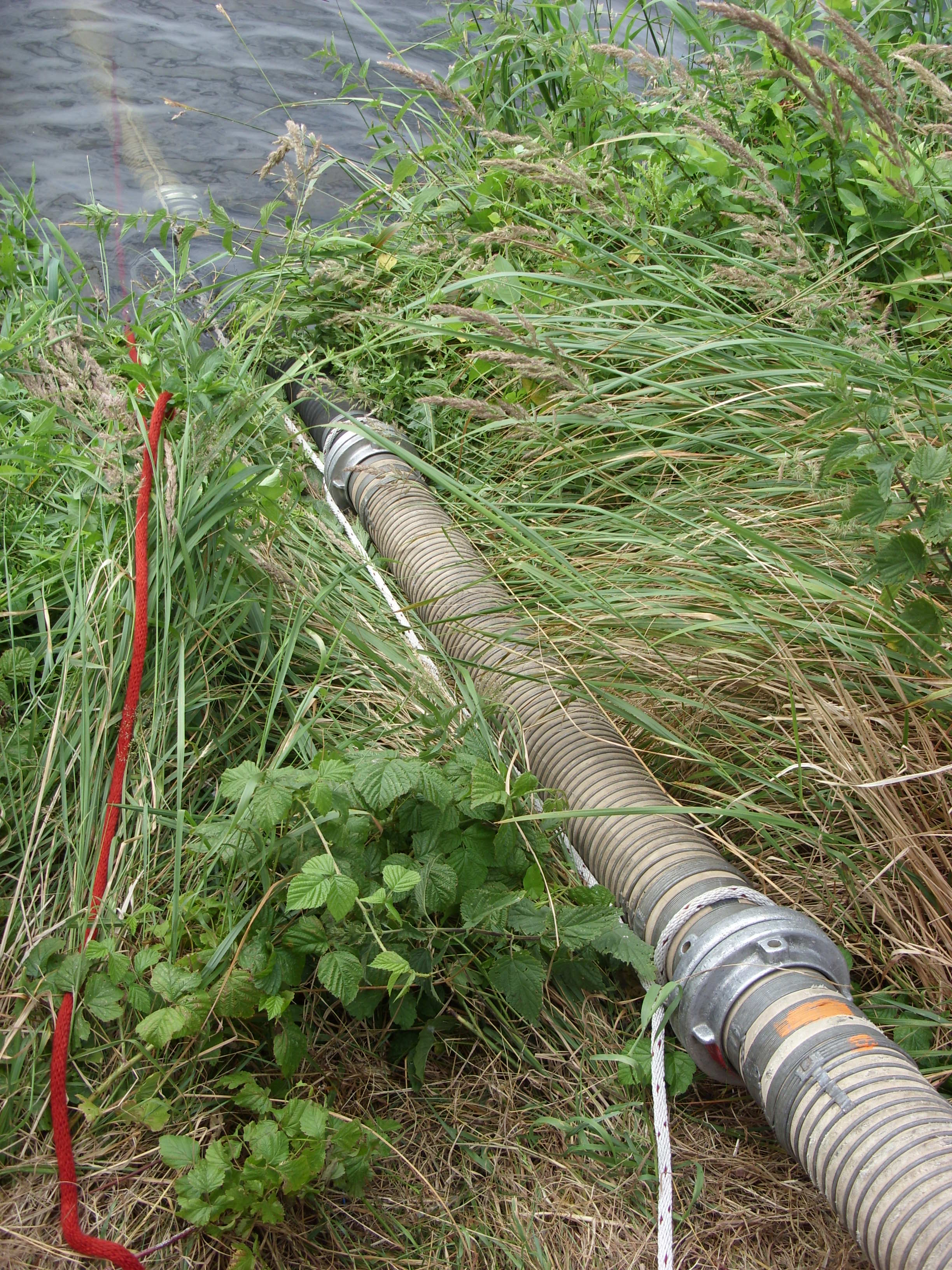
Saugleitung mit Halteleine (weiß) und Ventilleine (rot).

Die Feuerwehren legen einen Halben Schlag um Balken oder andere lange Gegenstände, die hochgezogen oder abgelassen werden müssen, um diese besser führen zu können und sie am unkontrollierten Umherschlagen zu hindern.

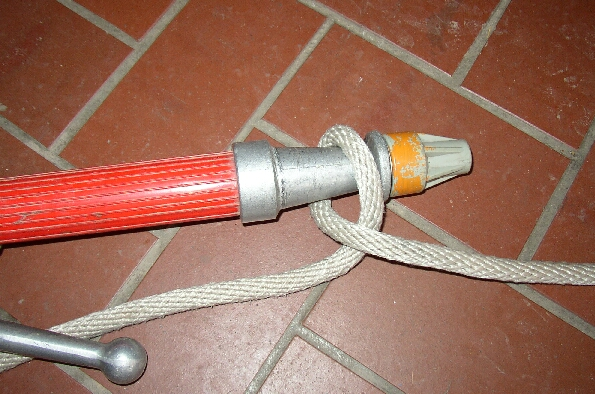
Ein Feuerwehr-Halbschlag um eine Stange

In der Regel wird er zusammen mit einem Mastwurf oder einer Doppelschlinge benutzt, die der eigentlichen Befestigung des Gerätes dienen.
Auch beim Zusammenkuppeln einer Saugleitung wird ein Halber Schlag benutzt. Vor dem Anbringen des Saugschlauches wird diese mittels Zimmermannsstich (auch Zimmermannsschlag) oder Mastwurf mit Spierenstich  befestigt. Anschließend wird sie mit Halbschlägen an jedem Saugschlauch, beziehungsweise an den Kupplungen angebracht.
Mit der durchgehend an der Saugleitung durch Halbschläge befestigten Leine ist diese besser handhabbar.

### Zimmer- und Bauhandwerk
Auf dem Bau und von Zimmerleuten werden Balken unten mit dem Zimmermannsschlag befestigt, und oben mit einem oder mehreren „Halben Schlägen um den Balken“ gesichert, und können so mit einem Seil senkrecht hochgezogen werden.

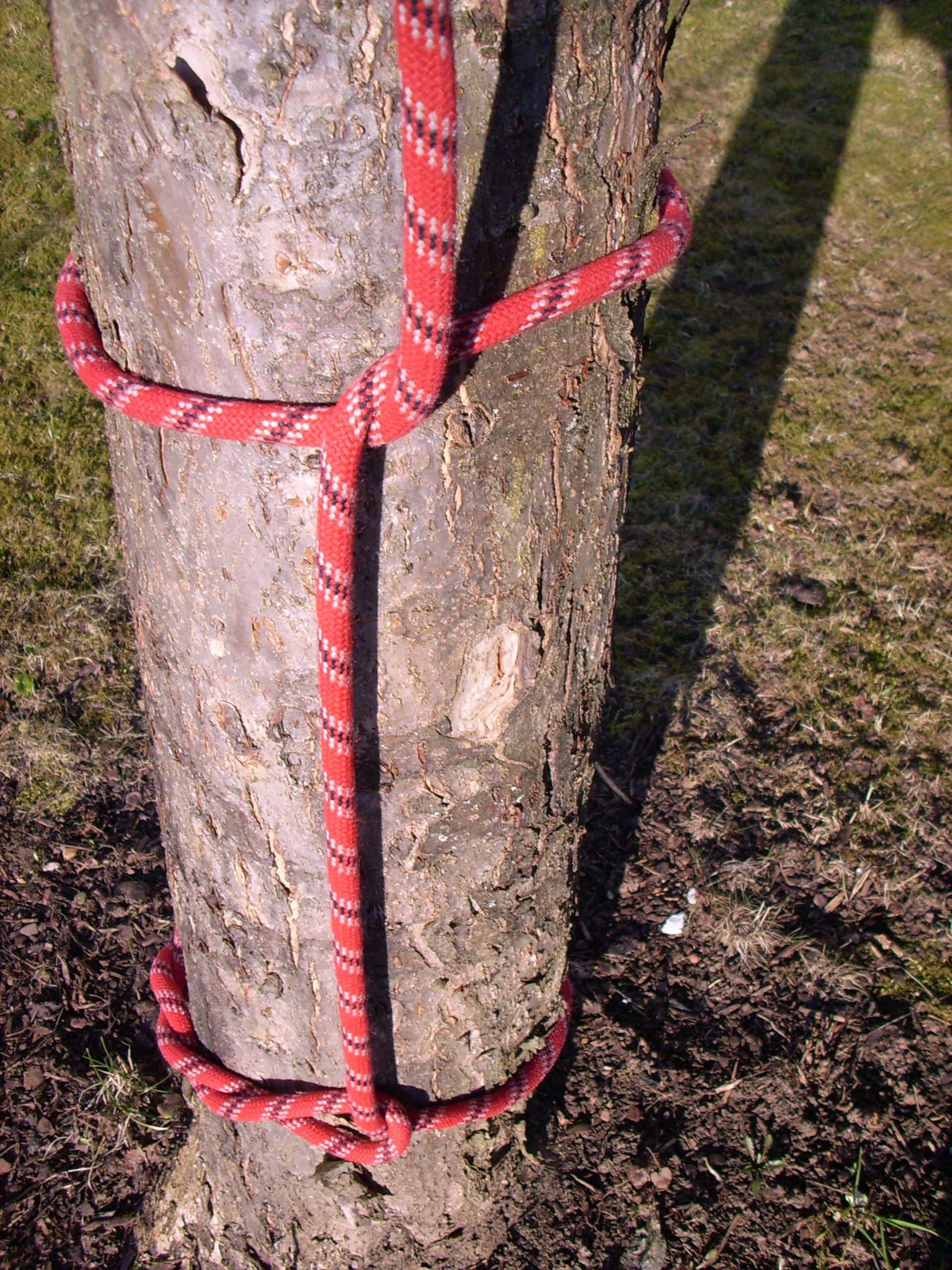
Zimmermannsschlag und ein „Halber Schlag“ um einen Baumstamm.

### Segeln
Eine Leine kann auch auf der Winsch mit einem Halben Schlag belegt werden. Dazu wird das lose Ende unter dem festen Ende als Bucht durchgezogen und diese als halber Schlag über die Winsch gestülpt. Es entsteht dann eine Art „Stopperstek“. Dasselbe geht auch mit einer Ankerkette am Kettenpoller.
Mit der Großschot oder einer Hilfsleine kann das aufgetuchte Segel am Großbaum festgezurrt werden. Dazu knüpft man mehrere halbe Schläge um Segel und Baum.
„Halbe Schläge“ um das aufgetuchte Segel kann man benutzen, um ein Segel an einer Spiere anzuschlagen. Geoffrey Budworth nennt dies mit einer anderen Knüpfweise Augen-Zurring, z. B um Teppiche oder Plastikrohre mit einer Serie einfacher Augen zusammenzubinden. Dadurch müssen aber die Augen über den Gegenstand geschoben werden können. Der Marlschlag (Törns um das Segeltuch und Halbe Schläge um die stehende Part der Leine) ist aber vorzuziehen. Er wird verwendet, um Schmarting am stehenden Rigg zu befestigen.

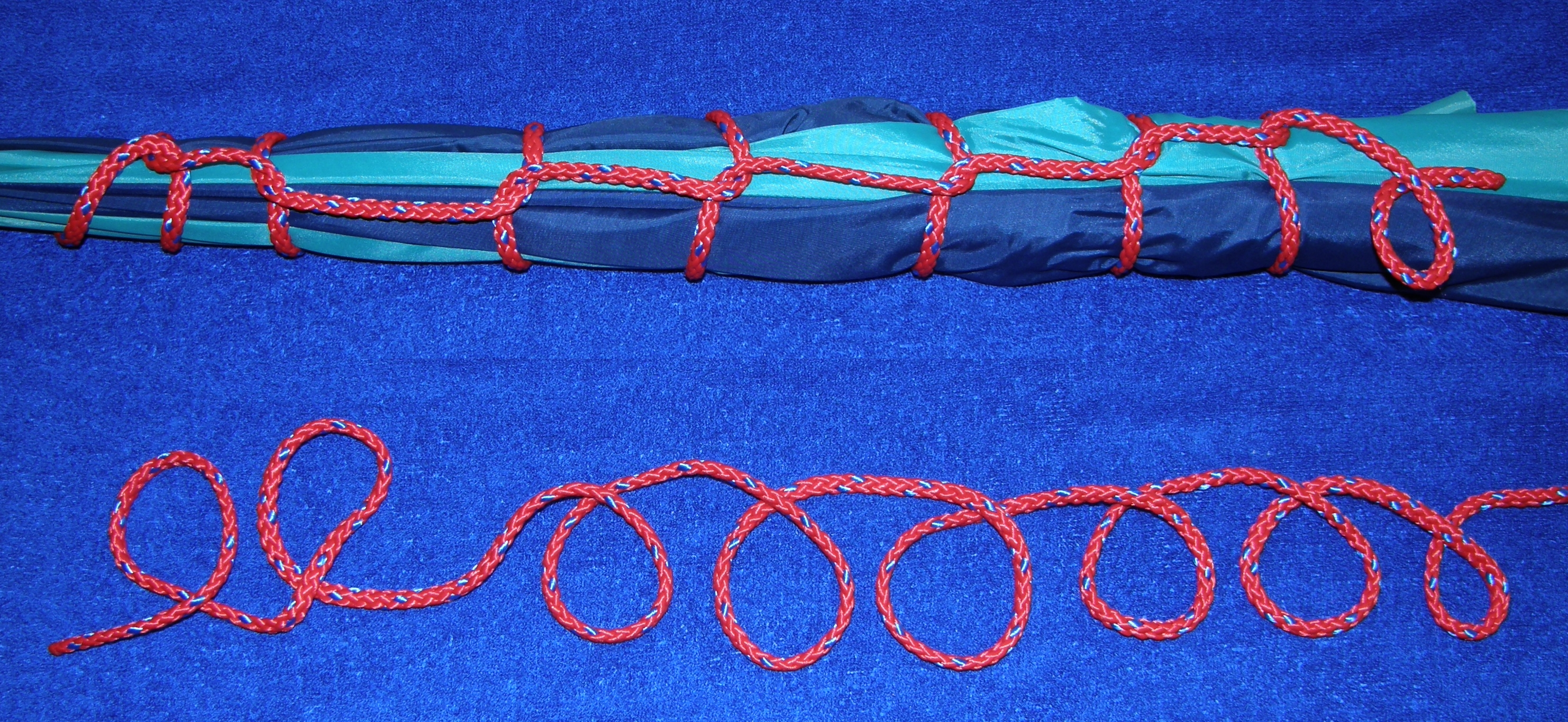
(oben) „Halbe Schläge“[14] um das Segeltuch (ABoK 3114) (unten) nach Abstreifen bleiben Augen, die bei Zug sofort aufgehen
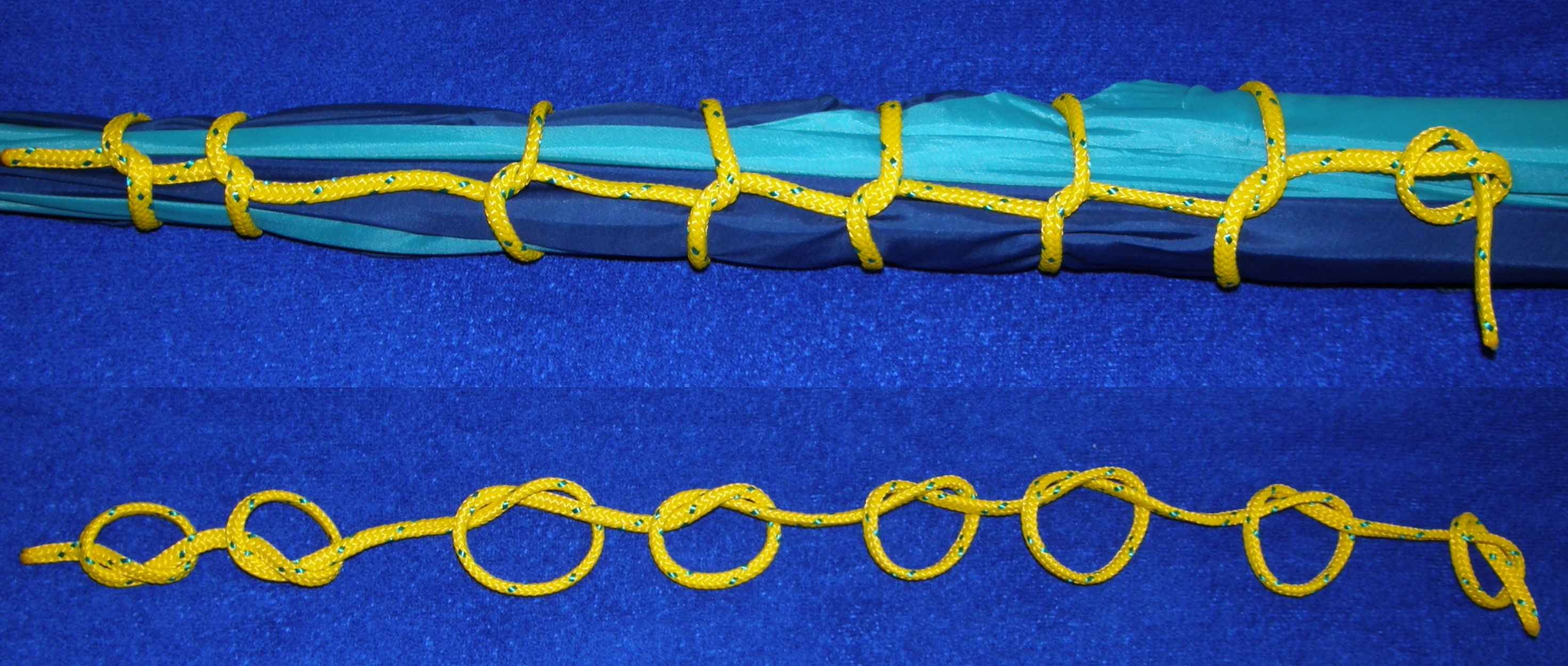
(oben) Marlschlag[13]  (ABoK 3115). Törns um das Segeltuch und Halbe Schläge um die stehende Part der Leine (unten) nach Abstreifen bleiben Überhandknoten.

### Makramee

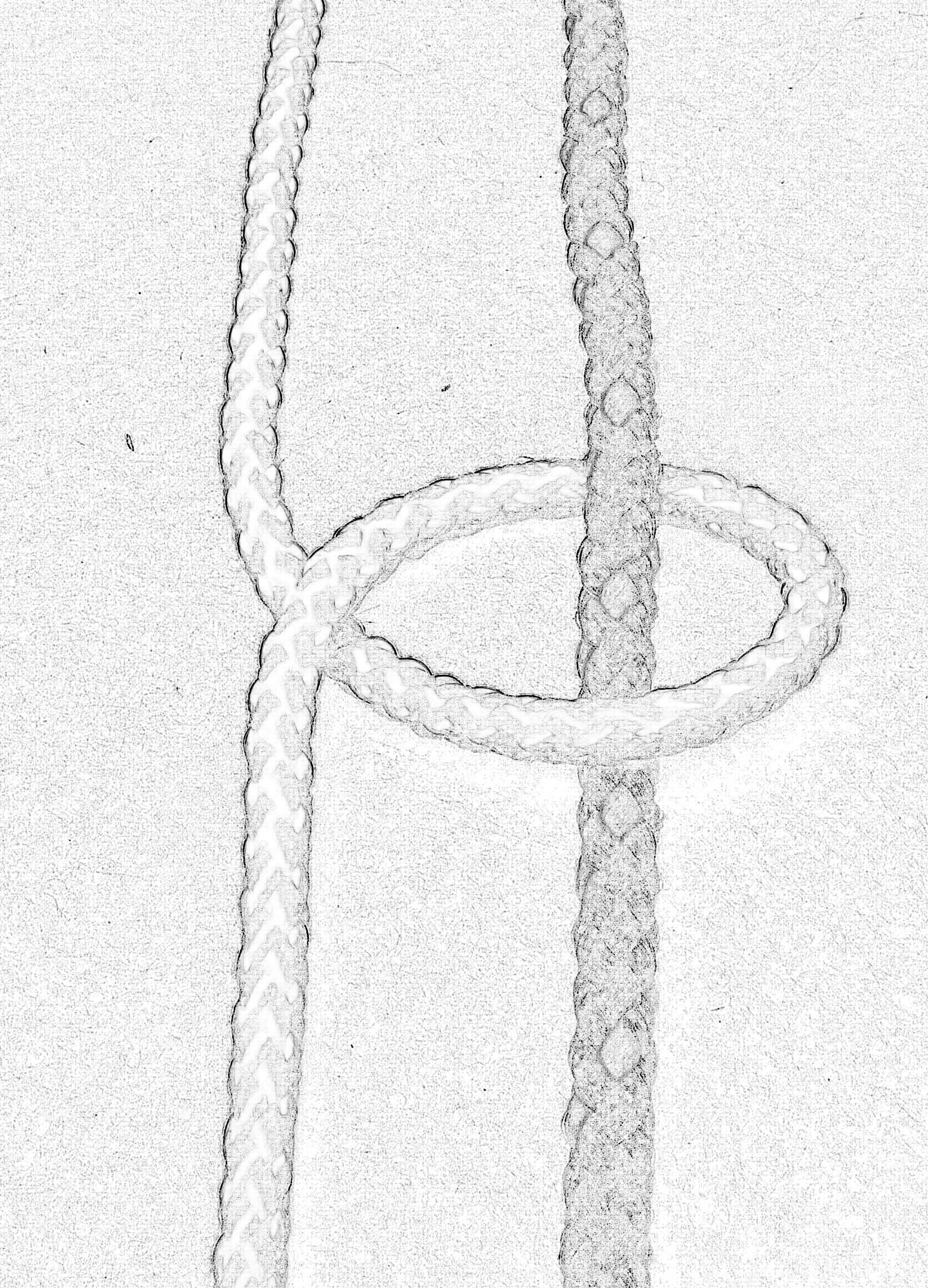
Makramee: Mit dem Arbeitsfaden ein Halber Schlag um den Tragfaden nach rechts gehend gelegt.

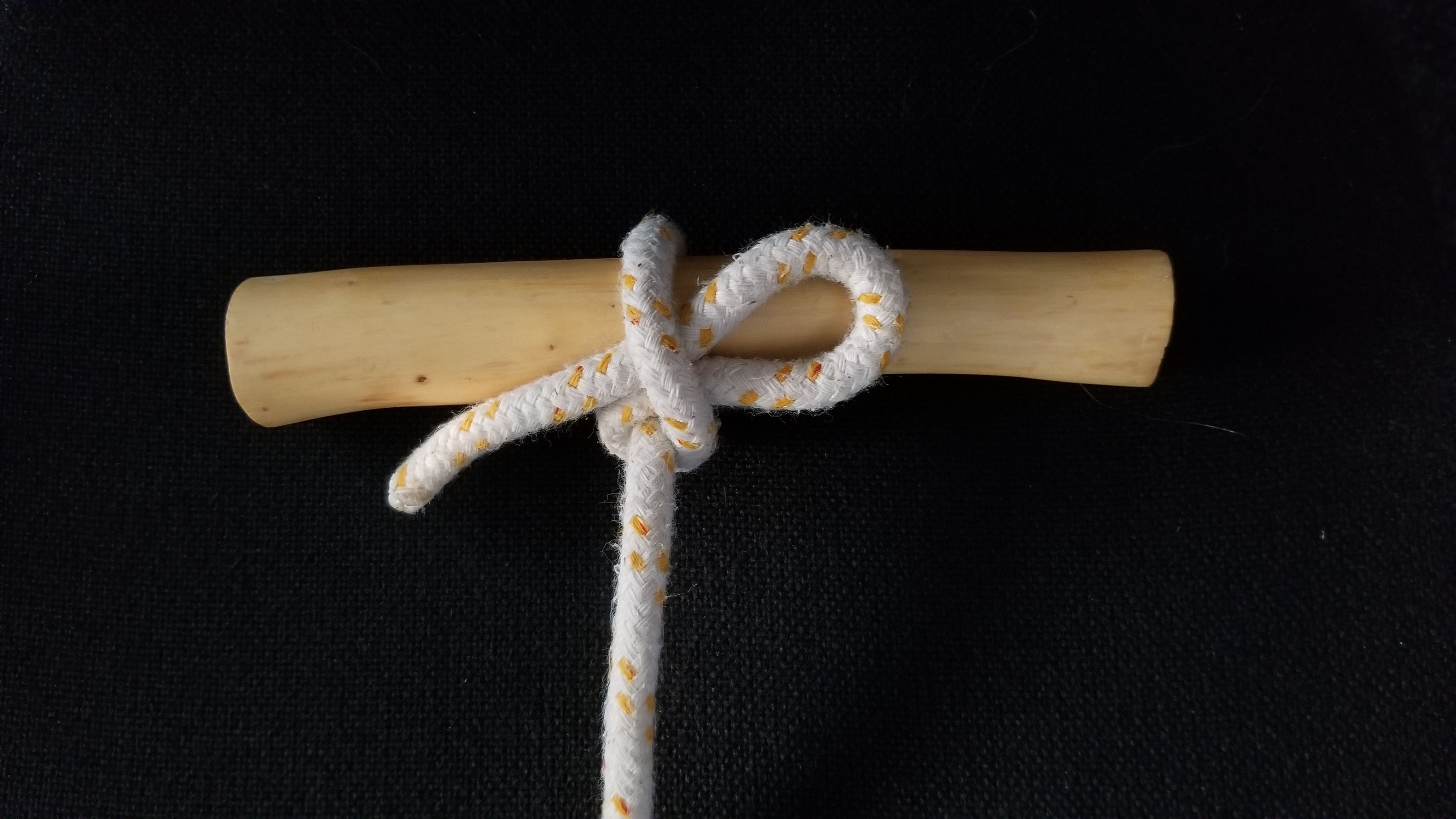
Halber Schlag mit Slip

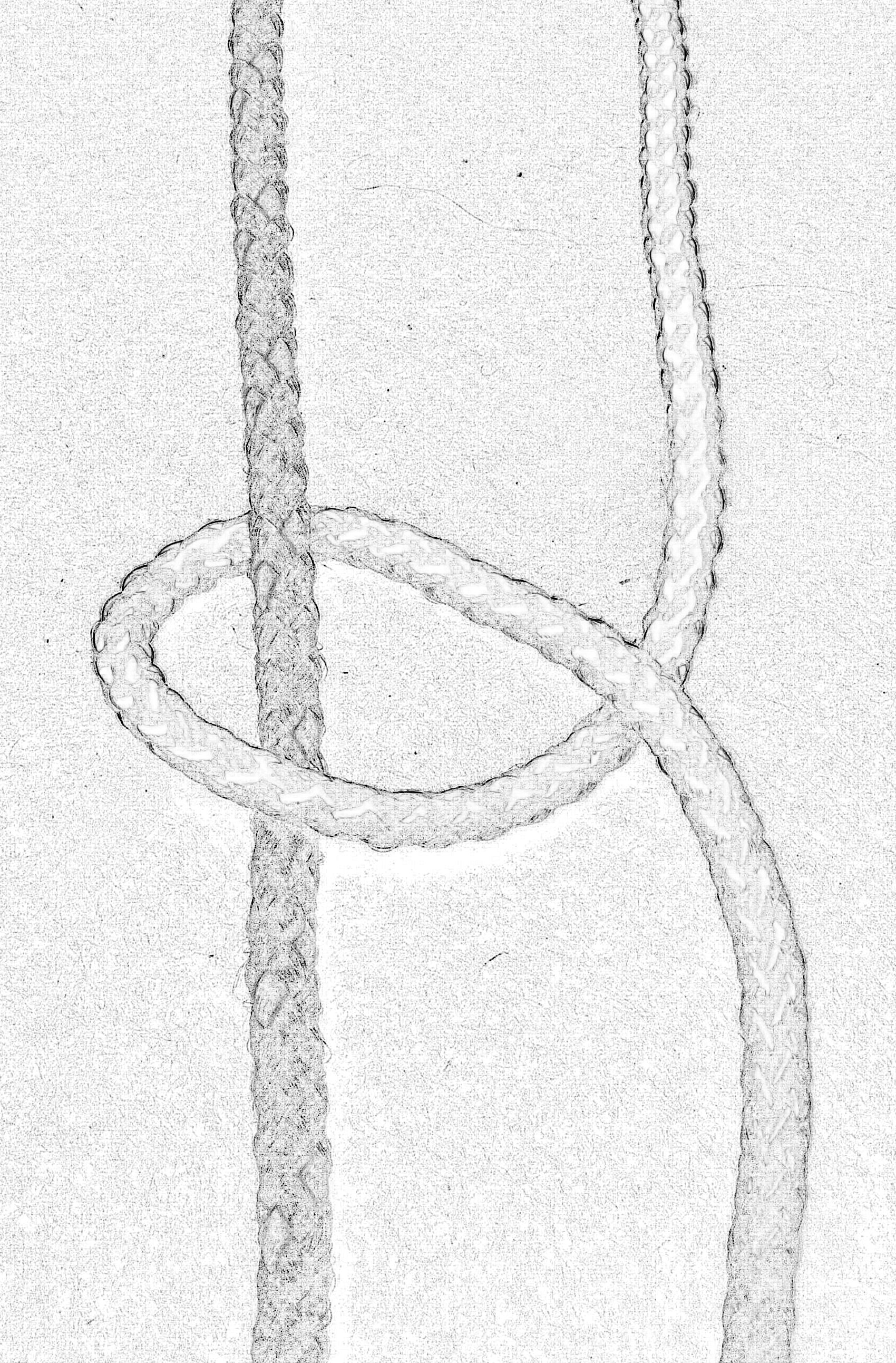
Mit dem Arbeitsfaden ein Halber Schlag um den Tragfaden nach links gehend gelegt.

## Abwandlung
- Legt man den Halben Schlag auf Slip entsteht ein Halber Schlag mit Slip[15].
- Bebänselt man das lose Ende, so entsteht ein Gestoppter- oder Gezeister Halber Schlag. Dieser ist sehr sicher (ABoK 1026).